# 2012年夏季奥林匹克运动会奖牌得主
2012年夏季奥林匹克运动会也称为第三十届夏季奥林匹克运动会，于2012年7月25日至12日在英国伦敦举行，本条目列出各项目的获胜者。
超过10,500名运动员参加本届26个大项中的302小项。
| 目录                                                                                   |                                                                                        |                                                                                     |
| 1. 射箭 2. 田径 3. 羽毛球 4. 篮球 5. 拳击 6. 皮划艇 7. 自由车 8. 跳水 9. 马术 10. 击剑 | 1. 曲棍球 2. 足球 3. 体操 4. 手球 5. 柔道 6. 现代五项 7. 赛艇 8. 帆船 9. 射击 10. 游泳 | 1. 花样游泳 2. 乒乓球 3. 跆拳道 4. 网球 5. 铁人三项 6. 排球 7. 水球 8. 举重 9. 摔角 |

## 射箭
| 項目             | 金牌                                                              | 银牌                                                      | 铜牌                                         |
| 男子個人（詳細） | 吴真爀（韩国）                                                    | 古川高晴（日本）                                          | 戴小祥（中国）                               |
| 女子個人（詳細） | 奇甫倍（韩国）                                                    | 艾達·阿洛尤（墨西哥）                                     | 瑪麗安娜·馬汀尼茲（墨西哥）                  |
| 男子團體（詳細） | 意大利（ITA） · 毛羅·內斯波利 · 馬爾科·加利亞佐 · 米凯莱·弗兰吉利 | 美国（USA） · 杰克·卡明斯基 · 雅各布·伍克 · 布雷迪·埃利森 | 韩国（KOR） · 林東賢 · 金法民 · 吳真爀       |
| 女子團體（詳細） | 韩国（KOR） · 奇甫倍 · 李成震 · 崔玄姝                            | 中国（CHN） · 程明 · 方玉婷 · 徐晶                        | 日本（JPN） · 早川漣 · 蟹江美貴 · 川中香緒里 |

## 田径
（WR=世界紀錄（World Record）、OR=奧運紀錄（Olympic Record）、AR=亚洲纪录（Asian Record））

### 男子
| 項目                  | 金牌                                                                                                 | 金牌       | 银牌                                                                                               | 银牌     | 铜牌                                                                                         | 铜牌     |
| 100公尺（詳細）       | 尤塞恩·博尔特 · 牙买加（JAM）                                                                        | 9.63 OR    | 約安·布雷克 · 牙买加（JAM）                                                                        | 9.75     | 贾斯汀·加特林 · 美国（USA）                                                                  | 9.79     |
| 200公尺（詳細）       | 尤塞恩·博尔特 · 牙买加（JAM）                                                                        | 19.32      | 約安·布雷克 · 牙买加（JAM）                                                                        | 19.44    | 沃倫·魏爾 · 牙买加（JAM）                                                                    | 19.84    |
| 400公尺（詳細）       | 基拉尼·詹姆斯 · 格林纳达（GRN）                                                                      | 43.94      | 盧奎林·桑托斯 · （DOM）                                                                            | 44.46    | 拉隆德·戈登 · 特立尼达和多巴哥（TRI）                                                        | 44.52    |
| 800公尺（詳細）       | 大卫·鲁迪沙 · （KEN）                                                                                | 1:40.91 WR | 尼耶爾·阿莫斯 · 博茨瓦纳（BOT）                                                                    | 1:41.73  | 帝莫西·基圖姆 · （KEN）                                                                      | 1:42.53  |
| 1500公尺（詳細）      | 塔烏費克·馬克洛菲 · 阿尔及利亚（ALG）                                                                | 3:34.08    | Leonel Manzano · 美国（USA）                                                                       | 3:34.79  | 阿布达拉迪·伊奎德 · 摩洛哥（MAR）                                                            | 3:35.13  |
| 5000公尺（詳細）      | 穆罕默德·法拉 · 英国（GBR）                                                                          | 13:41.66   | Dejen Gebremeskel · 埃塞俄比亚（ETH）                                                              | 13:41.98 | Thomas Longosiwa · （KEN）                                                                   | 13:42.36 |
| 10000公尺（詳細）     | 穆罕默德·法拉 · 英国（GBR）                                                                          | 27:30.42   | 盖伦·鲁普 · 美国（USA）                                                                            | 27:30.90 | Tariku Bekele · 埃塞俄比亚（ETH）                                                            | 27:31.43 |
| 110公尺跨欄（詳細）   | 阿里斯·梅里特 · 美国（USA）                                                                          | 12.92      | 贾森·理查德森 · 美国（USA）                                                                        | 13.04    | 瀚思勒·帕克門特 · 牙买加（JAM）                                                              | 13.12    |
| 400公尺跨欄（詳細）   | 费利克斯·桑切斯 · （DOM）                                                                            | 47.63      | Michael Tinsley · 美国（USA）                                                                      | 47.91    | 哈维尔·库尔松 · 波多黎各（PUR）                                                              | 48.10    |
| 3000公尺障礙（詳細）  | 埃泽凯尔·凯姆伯伊 · （KEN）                                                                          | 8:18.56    | 马耶迪内·梅基西-贝纳巴 · 法国（FRA）                                                               | 8:19.08  | Abel Mutai · （KEN）                                                                         | 8:19.73  |
| 4×100公尺接力（詳細） | 牙买加（JAM） · 內斯塔·卡特 · 邁克爾·弗雷特 · 約安·布雷克 · 尤塞恩·博尔特 · 科马尔·贝利-科尔（預賽） | 36.84 WR   | 特立尼达和多巴哥（TRI） · 凯斯顿·布莱德曼 · 马克·伯恩斯 · 伊曼纽尔·卡伦德 · 理查德·汤普森          | 38.12    | 法国（FRA） · 吉米·維科 · 克里斯托夫·勒邁特雷 · Pierre-Alexis Pessonneaux · 罗纳德·波尼翁    | 38.16    |
| 4×400公尺接力（詳細） | 巴哈马（BAH） · 克里斯·布朗 · 德米特里斯·品德 · 迈克尔·马修 · 拉蒙·米勒                              | 2:56.72    | 美国（USA） · 布赖肖恩·内勒姆 · Joshua Mance · 托尼·麦奎伊 · 安杰洛·泰勒 · Manteo Mitchell（預賽） | 2:57.05  | 特立尼达和多巴哥（TRI） · 拉隆德·戈登 · 贾林·所罗门 · 埃德·阿莱恩-福特 · 迪恩·兰多尔         | 2:59.40  |
| 馬拉松（詳細）        | 斯蒂芬·基普罗蒂奇 · 乌干达（UGA）                                                                    | 2:08:01    | Abel Kirui · （KEN）                                                                               | 2:08:27  | 威爾森·克伊普 · （KEN）                                                                      | 2:09:37  |
| 20公里競走（詳細）    | 陈定 · 中国（CHN）                                                                                   | 1:18:46 OR | 埃里克·巴龙多 · 危地马拉（GUA）                                                                    | 1:18:57  | 王镇 · 中国（CHN）                                                                           | 1:19:25  |
| 50公里競走（詳細）    | 贾里德·塔伦特 · （AUS）                                                                              | 3:36:53 OR | 司天峰 · 中国（CHN）                                                                               | 3:37:16  | 罗伯特·赫弗南 · 爱尔兰（IRL）                                                                | 3:37:54  |
| 跳高（詳細）          | 空缺                                                                                                 |            | 埃里克·金纳德 · 美国（USA）                                                                        | 2.33     | 穆塔茲·伊薩·巴爾希姆 · （QAT） · 德里克·德劳因 · 加拿大（CAN） · 罗比·格拉巴茨 · 英国（GBR） | 2.29     |
| 撐竿跳高（詳細）      | 雷諾·拉維萊涅 · 法国（FRA）                                                                          | 5.97 OR    | 比约恩·奥托 · 德国（GER）                                                                          | 5.91     | 拉斐尔·霍尔茨德佩 · 德国（GER）                                                              | 5.91     |
| 跳遠（詳細）          | 格雷格·卢瑟福 · 英国（GBR）                                                                          | 8.31       | 米切尔·瓦特 · （AUS）                                                                              | 8.16     | 威尔·克莱耶 · 美国（USA）                                                                    | 8.12     |
| 三級跳遠（詳細）      | 克里斯汀·泰勒 · 美国（USA）                                                                          | 17.81      | 威尔·克莱耶 · 美国（USA）                                                                          | 17.62    | 法布里齐奥·多纳托 · 意大利（ITA）                                                            | 17.48    |
| 鉛球（詳細）          | 托马什·马耶夫斯基 · 波兰（POL）                                                                      | 21.89      | 达维德·施托尔 · 德国（GER）                                                                        | 21.86    | Reese Hoffa · 美国（USA）                                                                    | 21.23    |
| 鐵餅（詳細）          | 罗伯特·哈丁 · 德国（GER）                                                                            | 68.27      | 伊赫桑·哈达迪 · 伊朗（IRI）                                                                        | 68.18    | Gerd Kanter · 爱沙尼亚（EST）                                                                | 68.03    |
| 鏈球（詳細）          | 保尔什·克里斯蒂安 · 匈牙利（HUN）                                                                    | 80.59      | 普里莫日·科兹穆斯 · 斯洛文尼亚（SLO）                                                              | 79.36    | 室伏广治 · 日本（JPN）                                                                       | 78.71    |
| 標槍（詳細）          | 科索恩·瓦科特 · 特立尼达和多巴哥（TRI）                                                              | 84.58      | 安蒂·鲁斯卡宁 · 芬兰（FIN）                                                                        | 84.12    | 維捷斯拉夫·維斯利 · 捷克（CZE）                                                              | 83.34    |
| 十項全能（詳細）      | 阿仕頓·伊頓 · 美国（USA）                                                                            | 8869       | 崔·哈迪 · 美国（USA）                                                                              | 8671     | 莱昂内尔·苏亚雷斯 · 古巴（CUB）                                                              | 8523     |

### 女子
| 項目                  | 金牌 | 金牌           | 银牌 | 银牌     | 铜牌                                                                                 | 铜牌     |
| 100公尺（詳細）       | 谢莉-安· · 牙买加（JAM） | 10.75          | 卡美莉塔·傑特 · 美国（USA） | 10.78    | 韦罗妮卡· · 牙买加（JAM）                                                            | 10.81    |
| 200公尺（詳細）       | 艾麗森·菲利克斯 · 美国（USA）                                                                                               | 21.88          | 谢莉-安· · 牙买加（JAM） | 22.09    | 卡美莉塔·傑特 · 美国（USA）                                                          | 22.14    |
| 400公尺（詳細）       | 桑娅·理查兹 · 美国（USA）                                                                                                   | 49.55          | 克莉斯汀·奥胡鲁古 · 英国（GBR） | 49.70    | 迪迪·特罗特 · 美国（USA）                                                            | 49.72    |
| 800公尺（詳細）       | 卡斯特爾·塞曼亞 · 南非（RSA）                                                                                               | 1:57.23        | Ekaterina Poistogova · 俄罗斯（RUS）                                                                                               | 1:57.53  | Pamela Jelimo · （KEN）                                                              | 1:57.59  |
| 1500公尺（詳細）      | 瑪麗·尤索夫·賈馬爾 · 巴林（BRN）                                                                                            | 4:10.74        | Tatyana Tomashova · 俄罗斯（RUS）                                                                                                  | 4:10.90  | Abeba Aregawi · 埃塞俄比亚（ETH）                                                    | 4:11.03  |
| 5000公尺（詳細）      | 梅塞蕾特·德法尔 · 埃塞俄比亚（ETH）                                                                                         | 15:04.25       | 维维安·切鲁伊约特 · （KEN） | 15:04.73 | 蒂鲁内什·迪巴巴 · 埃塞俄比亚（ETH）                                                  | 15:05.15 |
| 10000公尺（詳細）     | 蒂鲁内什·迪巴巴 · 埃塞俄比亚（ETH）                                                                                         | 30:20.75       | Sally Kipyego · （KEN） | 30:26.37 | 维维安·切鲁伊约特 · （KEN）                                                          | 30:30.44 |
| 100公尺跨欄（詳細）   | 萨莉·皮尔逊 · （AUS） | 12.35 OR       | 唐·哈珀 · 美国（USA） | 12.37    | Kellie Wells · 美国（USA）                                                           | 12.48    |
| 400公尺跨欄（詳細）   | Lashinda Demus · 美国（USA）                                                                                                | 52.77          | 苏珊娜·伊希诺娃 · 捷克（CZE） | 53.38    | Kaliese Spencer · 牙买加（JAM）                                                      | 53.66    |
| 3000公尺障礙（詳細）  | 哈比巴·吉利比 · 突尼斯（TUN）                                                                                               | 9:08.37        | 索菲亞·阿塞法 · 埃塞俄比亚（ETH）                                                                                                  | 9:09.84  | Milcah Chemos Cheywa · （KEN）                                                       | 9:09.88  |
| 4×100公尺接力（詳細） | 美国（USA） · 緹亞娜·麥迪遜 · 艾麗森·菲利克斯 · 比安卡·奈特 · 卡美莉塔·傑特 · Jeneba Tarmoh（預賽） · 劳琳·威廉斯（預賽）   | 40.84 WR       | 牙买加（JAM） · 谢莉-安· · 谢龙·辛普森 · 韦罗妮卡· · Kerron Stewart · Samantha Henry-Robinson（預賽） · Schillonie Calvert（預賽） | 41.41    | 乌克兰（UKR） · Olesya Povh · Hrystyna Stuy · Mariya Ryemyen · Elyzaveta Bryzgina    | 42.04    |
| 4×400公尺接力（詳細） | 美国（USA） · 迪迪·特罗特 · 艾麗森·菲利克斯 · 法蘭西納·麥克洛伊 · 桑娅·理查兹 · 凯希娅·贝克（預賽） · 黛蒙德·狄克逊（預賽） | 3:16.87        | 牙买加（JAM） · 克莉斯汀·戴 · Rosemarie Whyte · Shericka Williams · 诺夫琳·威廉姆斯-米尔斯 · Shereefa Lloyd（預賽）                | 3:20.95  | 乌克兰（UKR） · Alina Lohvynenko · Olha Zemlyak · Hanna Yaroshchuk · Nataliya Pyhyda | 3:23.57  |
| 馬拉松（詳細）        | 蒂基·格拉納 · 埃塞俄比亚（ETH）                                                                                             | 2:23:07 OR     | 普瑞斯卡·吉普圖 · （KEN） | 2:23:12  | Tatyana Arkhipova · 俄罗斯（RUS）                                                    | 2:23:29  |
| 20公里競走（詳細）    | 切阳什姐 · 中国（CHN） | 1:25:02 OR, AR | 刘虹 · 中国（CHN） | 1:25:16  | 吕秀芝 · 中国（CHN）                                                                 | 1:26:00  |
| 跳高（詳細）          | Anna Chicherova · 俄罗斯（RUS）                                                                                             | 2.05           | Brigetta Barrett · 美国（USA） | 2.03     | 露特·贝蒂亚 · 西班牙（ESP）                                                          | 2.00     |
| 撐竿跳高（詳細）      | 詹尼弗·蘇爾 · 美国（USA）                                                                                                   | 4.75           | 亚利斯雷·席尔瓦 · 古巴（CUB） | 4.75     | 叶莲娜·伊辛巴耶娃 · 俄罗斯（RUS）                                                    | 4.70     |
| 跳遠（詳細）          | 布莉妮·瑞絲 · 美国（USA）                                                                                                   | 7.12           | Yelena Sokolova · 俄罗斯（RUS） | 7.07     | Janay DeLoach · 美国（USA）                                                          | 6.89     |
| 三級跳遠（詳細）      | 奥尔加·雷帕科娃 · （KAZ）                                                                                                   | 14.98          | 卡特琳·伊瓦尔根 · 哥伦比亚（COL）                                                                                                  | 14.80    | Olha Saladukha · 乌克兰（UKR）                                                       | 14.79    |
| 鉛球（詳細）          | 華娜莉·阿當絲 · 新西兰（NZL）                                                                                               | 20.70          | 巩立姣 · 中国（CHN） | 20.22    | 李玲 · 中国（CHN）                                                                   | 19.63    |
| 鐵餅（詳細）          | 桑德拉·佩尔科维奇 · 克罗地亚（CRO）                                                                                         | 69.11          | 李艳凤 · 中国（CHN） | 67.22    | 亚雷莉丝·巴里奥斯 · 古巴（CUB）                                                      | 66.38    |
| 鏈球（詳細）          | 安妮塔·沃達爾奇克 · 波兰（POL）                                                                                             | 77.60          | 贝蒂·海德勒 · 德国（GER） | 77.13    | 张文秀 · 中国（CHN）                                                                 | 76.34    |
| 標槍（詳細）          | 巴尔博拉·什波塔科娃 · 捷克（CZE）                                                                                           | 69.55          | 克里斯蒂娜·奥贝格弗尔 · 德国（GER）                                                                                                | 65.16    | 琳达·施塔尔 · 德国（GER）                                                            | 64.91    |
| 七項全能（詳細）      | 謝茜嘉·恩尼斯 · 英国（GBR）                                                                                                 | 6955           | 莉莉·施瓦茨科普夫 · 德国（GER） | 6649     | 奧斯托·斯庫耶特 · 立陶宛（LTU）                                                      | 6599     |

## 羽毛球
| 項目             | 金牌                                      | 银牌                                                      | 铜牌                                                               |
| 男子單打（詳細） | 林丹 · 中国（CHN）                        | 李宗偉 · 马来西亚（MAS）                                  | 谌龙 · 中国（CHN）                                                 |
| 男子雙打（詳細） | 蔡赟 · 中国（CHN） · 傅海峰 · 中国（CHN） | 瑪蒂亞斯·鮑伊 · 丹麦（DEN） · 卡斯騰·摩根森 · 丹麦（DEN） | 鄭在成 · 韩国（KOR） · 李龍大 · 韩国（KOR）                        |
| 女子單打（詳細） | 李雪芮 · 中国（CHN）                      | 王儀涵 · 中国（CHN）                                      | 塞娜·內維爾 · 印度（IND）                                          |
| 女子雙打（詳細） | 田卿 · 中国（CHN） · 趙芸蕾 · 中国（CHN） | 藤井瑞希 · 日本（JPN） · 垣岩令佳 · 日本（JPN）           | 瓦莱里亚·索罗金娜 · 俄罗斯（RUS） · 尼娜·维斯洛娃 · 俄罗斯（RUS）  |
| 混合雙打（詳細） | 张楠 · 中国（CHN） · 赵芸蕾 · 中国（CHN） | 徐晨 · 中国（CHN） · 马晋 · 中国（CHN）                   | 约金·费舍尔·尼尔森 · 丹麦（DEN） · 克里斯汀娜·彼德森 · 丹麦（DEN） |

## 篮球
| 項目             | 金牌 | 银牌 | 铜牌 |
| 男子籃球（詳細） | 美国 · 泰森·钱德勒 · 凯文·杜兰特 · 勒布朗·詹姆斯 · 拉塞尔·威斯布鲁克 · 德隆·威廉姆斯 · 安德烈·伊格达拉 · 科比·布莱恩特 · 凱文·洛夫 · 詹姆斯·哈登 · 克里斯·保罗 · 安东尼·戴维斯 · 卡梅隆·安东尼 | 西班牙 · 保罗·加索尔 · 鲁迪·费尔南德斯 · 塞爾吉奧·羅德里格斯 · 胡安·卡洛斯·納瓦羅 · 何塞·卡尔德隆 · 菲利普·雷耶斯 · 維克多·克拉夫 · 費爾南多·聖埃米迪里奧 · 塞尔希奥·柳利 · 马克·加索尔 · 賽爾吉·伊巴卡 · Víctor Sada | 俄羅斯 · 阿歷克謝·舍維德 · 季莫费·莫兹戈夫 · 谢尔盖·卡拉肖夫 · 維塔利·弗里德佐恩 · Alexander Kaun · 叶夫根尼·沃罗诺夫 · 维克托·赫里亚帕 · 賽姆楊·安托諾夫 · 瑟盖·蒙尼亚 · 德米特里·赫沃斯托夫 · 安東·邦卡拉索夫 · 安德烈·基里連科 |
| 女子籃球（詳細） | 美国 · 林赛·惠伦 · 西蒙妮·奥古斯塔斯 · 休·伯德 · 玛雅·摩尔 · 安杰尔·麦考特里 · 阿丝贾·琼斯 · 塔米卡·卡钦斯 · 斯温·卡什 · 黛安娜·陶乐西 · 西尔维娅·福尔斯 · 蒂娜·查尔斯 · 坎达丝·帕克           | 法國 · 伊莎贝尔·雅各布 · 昂黛内·米耶姆 · Clemence Beikes · 桑德里娜·格吕达 · Edwige Lawson-Wade · 塞利娜·迪梅尔克 · 弗洛朗丝·勒普龙 · 埃米莉·戈米 · 玛丽昂·拉博德 · 埃洛迪·戈丹 · Emmeline Ndongue · Jennifer Digbeu  | · 詹娜·奥黑 · 萨曼莎·理查兹 · 珍妮弗·斯克林 · 阿比·毕晓普 · Suzy Batkovic · 凯瑟琳·麦克劳德 · 克丽丝蒂·哈罗尔 · 劳拉·霍奇斯 · 贝琳达·斯内尔 · 蕾切尔·贾里 · 莉兹·坎贝奇 · 劳伦·杰克逊                                             |

## 拳击
| 項目               | 金牌                              | 银牌                              | 铜牌                                                                    |
| 男子               |                                   |                                   |                                                                         |
| 輕蠅量級（詳細）   | 鄒市明 · 中国（CHN）              | 科歐·龐普里亞楊 · 泰国（THA）     | 帕迪·巴恩斯 · 爱尔兰（IRL） · 大卫·阿兰帕严 · 俄罗斯（RUS）             |
| 蠅量級（詳細）     | 羅貝西·卡拉札納 · 古巴（CUB）     | 托格斯特·奈安巴亞 · 蒙古（MGL）   | 米薩·奧羅安 · 俄罗斯（RUS） · 迈克尔·康兰 · 爱尔兰（IRL）               |
| 雛量級（詳細）     | 卢克·坎贝尔 · 英国（GBR）         | 约翰·乔·内文 · 爱尔兰（IRL）      | 拉萨罗·阿尔瓦雷斯 · 古巴（CUB） · 清水聰 · 日本（JPN）                  |
| 輕量級（詳細）     | 瓦西里·洛马琴科 · 乌克兰（UKR）   | 韩淳哲 · 韩国（KOR）              | 亞絲妮爾·洛佩茲 · 古巴（CUB） · 依瓦德斯·佩卓拉斯卡 · 立陶宛（LTU）     |
| 輕次中量級（詳細） | 罗涅尔·伊格莱西亚斯 · 古巴（CUB） | 丹尼斯·柏林契克 · 乌克兰（UKR）   | 温琴佐·曼贾卡普雷 · 意大利（ITA） · 蒙克-艾丁·烏蘭齊美各 · 蒙古（MGL）  |
| 次中量級（詳細）   | 謝利克·薩皮耶夫 · （KAZ）         | 弗雷德·埃文斯 · 英国（GBR）       | 塔拉斯·謝雷史圖克 · 乌克兰（UKR） · 安瑞·冉克沃伊 · 俄罗斯（RUS）       |
| 中量級（詳細）     | 村田諒太 · 日本（JPN）            | 艾斯奎瓦·弗羅倫蒂諾 · 巴西（BRA） | 安東尼·歐哥哥 · 英国（GBR） · 阿博斯·阿托耶夫 · （UZB）                 |
| 輕重量級（詳細）   | 艾戈·麥弘瑟夫 · 俄罗斯（RUS）     | 阿迪別克·尼亞欽貝托夫 · （KAZ）   | 亞馬古奇·弗洛倫蒂諾 · 巴西（BRA） · 奧列克桑德·沃茲戴克 · 乌克兰（UKR） |
| 重量級（詳細）     | 亞歷山大·烏希克 · 乌克兰（UKR）   | 克莱门特·鲁索 · 意大利（ITA）     | 特維爾·普萊夫 · 保加利亚（BUL） · 泰穆尔·马马多夫 · 阿塞拜疆（AZE）     |
| 超重量級（詳細）   | 安東尼·約書亞 · 英国（GBR）       | 罗伯托·卡马雷莱 · 意大利（ITA）   | 馬格莫德拉蘇·梅茲多夫 · 阿塞拜疆（AZE） · 伊凡·迪奇科 · （KAZ）         |
| 女子               |                                   |                                   |                                                                         |
| 蠅量級（詳細）     | 尼古拉·亚当斯 · 英国（GBR）       | 任燦燦 · 中国（CHN）              | 瑪琳·埃斯帕扎 · 美国（USA） · 瑪麗·科姆 · 印度（IND）                   |
| 輕量級（詳細）     | 凯蒂·泰勒 · 爱尔兰（IRL）         | 索菲亞·奧琪佳娃 · 俄罗斯（RUS）   | 馬芙祖娜·喬莉娃 · （TJK） · 阿德里安娜·阿羅約 · 巴西（BRA）             |
| 中量級（詳細）     | 克勞瑞莎·希爾茲 · 美国（USA）     | 娜茲達·托洛波娃 · 俄罗斯（RUS）   | 瑪麗娜·弗歐諾娃 · （KAZ） · 李金子 · 中国（CHN）                        |

## 皮划艇

### 男子
| 項目                                  | 金牌                                                                | 金牌     | 银牌                                                                          | 银牌     | 铜牌                                                                          | 铜牌     |
| 獨木舟激流                            |                                                                     |          |                                                                               |          |                                                                               |          |
| 單人獨木舟激流 （愛斯基摩艇）（詳細） | 达尼埃莱·莫尔门蒂（意大利）                                         | 93.43分  | Vavrinec Hradilek（捷克）                                                     | 94.78分  | 汉内斯·艾格纳（德国）                                                         | 94.92分  |
| 單人獨木舟激流 （加拿大式艇）（詳細） | 托尼·埃斯唐盖（法国）                                               | 97.06分  | 西泽里斯·塔西亚季斯（德国）                                                   | 98.09分  | 米哈爾·馬爾季坎（斯洛伐克）                                                   | 98.31分  |
| 雙人獨木舟激流 （加拿大式艇）（詳細） | 蒂姆·贝利（英国） · 艾蒂安·斯托特（英国）                           | 106.41分 | 戴维·弗洛伦斯（英国） · 理查德·豪恩斯洛（英国）                               | 106.77分 | 帕沃爾·霍赫朔爾納（斯洛伐克） · 彼得·霍赫朔爾納（斯洛伐克）                   | 108.28分 |
| 獨木舟靜水                            |                                                                     |          |                                                                               |          |                                                                               |          |
| 200公尺單人 （愛斯基摩艇）（詳細）    | 埃德·麦基弗（英国）                                                 | 36.246   | 萨乌尔·克拉维奥托（西班牙）                                                   | 36.540   | 馬克·德容格（加拿大）                                                         | 36.657   |
| 1000公尺單人 （愛斯基摩艇）（詳細）   | 埃里克·韦罗斯·拉森（挪威）                                          | 3:26.462 | 亚当·范库弗登（加拿大）                                                       | 3:27.170 | 马克斯·霍夫（德国）                                                           | 3:27.759 |
| 200公尺雙人 （愛斯基摩艇）（詳細）    | 尤瑞·波斯特里蓋（俄罗斯） · 亞歷山大·德亞琴科（俄罗斯）             | 33.507   | 拉曼·皮亞特魯申卡（白俄罗斯） · 瓦茲姆·瑪克鈕（白俄罗斯）                     | 34.266   | 利亚姆·希思（英国） · 乔恩·斯科菲尔德（英国）                                 | 34.421   |
| 1000公尺雙人 （愛斯基摩艇）（詳細）   | 东比·鲁道夫（匈牙利） · 克凯尼·罗兰（匈牙利）                       | 3:09.646 | 费尔南多·皮门塔（葡萄牙） · 埃马努埃尔·席尔瓦（葡萄牙）                       | 3:09.699 | 马丁·霍尔施泰因（德国） · 安德烈亚斯·伊勒（德国）                             | 3:10.117 |
| 1000公尺四人 （愛斯基摩艇）（詳細）   | （AUS） · 泰特·史密斯 · 戴维·史密斯 · 默里·斯图尔特 · 雅各布·克利尔 | 2:55.085 | 匈牙利（HUN） · 卡默勒·佐尔坦 · 托特·达维德 · 库利福伊·陶马什 · 保曼·达尼埃尔 | 2:55.699 | 捷克（CZE） · 达尼埃尔·哈韦尔 · 盧卡斯·特里費爾 · 约瑟夫·多斯塔尔 · 珍·史特拔 | 2:55.850 |
| 200公尺單人 （加拿大式艇）（詳細）    | 尤里·切班（乌克兰）                                                 | 42.291   | 艾雲·施泰利（俄罗斯）                                                         | 42.853   | 阿方索·贝纳维德斯（西班牙）                                                   | 43.038   |
| 1000公尺單人 （加拿大式艇）（詳細）   | 塞巴斯蒂安·布伦德尔（德国）                                         | 3:47.176 | 戴维·卡尔（西班牙）                                                           | 3:48.053 | 马克·奥尔德肖（加拿大）                                                       | 3:48.502 |
| 1000公尺雙人 （加拿大式艇）（詳細）   | 彼得·克雷奇默（德国） · 库尔特·库舍拉（德国）                       | 3:33.804 | 安德烈·巴赫達諾維奇（白俄罗斯） · 亞歷山德·巴赫達諾維奇（白俄罗斯）           | 3:35.206 | 阿列克西·克拉瓦舒科夫（俄罗斯） · 伊利亞·帕夫克因（俄罗斯）                   | 3:36.414 |

### 女子
| 項目                                  | 金牌                                                                                       | 金牌     | 银牌                                                                                 | 银牌     | 铜牌                                                                                | 铜牌     |
| 獨木舟激流                            |                                                                                            |          |                                                                                      |          |                                                                                     |          |
| 單人獨木舟激流 （愛斯基摩艇）（詳細） | 埃米莉·费尔（法国）                                                                        | 105.90分 | 杰茜卡·福克斯（）                                                                    | 106.51分 | 玛亚伦·乔劳特（西班牙）                                                             | 106.87分 |
| 獨木舟靜水                            |                                                                                            |          |                                                                                      |          |                                                                                     |          |
| 200公尺單人 （愛斯基摩艇）（詳細）    | 丽莎·卡林顿（新西兰）                                                                      | 44.638   | 因娜·奥西片科-拉多姆斯卡（乌克兰）                                                   | 45.053   | 娜塔莎·杜舍夫-亚尼奇（匈牙利）                                                      | 45.128   |
| 500公尺單人 （愛斯基摩艇）（詳細）    | 科扎克·达努塔（匈牙利）                                                                    | 1:51.456 | 因娜·奥西片科-拉多姆斯卡（乌克兰）                                                   | 1:52.685 | 布丽吉特·哈特利（南非）                                                             | 1:52.923 |
| 500公尺雙人 （愛斯基摩艇）（詳細）    | 弗兰齐斯卡·韦伯（德国） · 蒂娜·迪策（德国）                                                | 1:42.213 | 科瓦奇·考陶琳（匈牙利） · 娜塔莎·杜舍夫-亚尼奇（匈牙利）                             | 1:43.278 | 卡罗利娜·纳亚（波兰） · 贝娅塔·米科瓦伊奇克（波兰）                                 | 1:44.000 |
| 500公尺四人 （愛斯基摩艇）（詳細）    | 匈牙利（HUN） · 绍博·高布丽埃洛 · 科扎克·达努塔 · 科瓦奇·考陶琳 · 福泽考什-祖尔·克里斯蒂娜 | 1:30.827 | 德国（GER） · 卡罗琳·莱昂哈特 · 蒂娜·迪策 · 卡特琳·瓦格纳-奥古斯丁 · 弗兰齐斯卡·韦伯 | 1:31.298 | 白俄罗斯（BLR） · 艾瑞納·潘拉洛瓦 · 納姿雅·帕波克 · 奥莉加·胡坚科 · 玛丽娜·波尔托兰 | 1:31.400 |

## 自由车

### 公路賽
| 賽事                | 金牌                              | 银牌                            | 铜牌                                |
| 男子公路賽 （詳細） | 亞歷山大·維諾庫羅夫 · （KAZ）     | 里戈韦托·乌兰 · 哥伦比亚（COL） | 亚历山大·克里斯托夫 · 挪威（NOR）   |
| 女子公路賽 （詳細） | 瑪莉安妮·禾絲 · 荷兰（NED）       | 莉齐·阿米特斯特德 · 英国（GBR） | 奥莉加·扎别林斯卡娅 · 俄罗斯（RUS） |
| 男子計時賽 （詳細） | 布拉德利·威金斯 · 英国（GBR）     | 托尼·马丁 · 德国（GER）         | 克里斯·弗羅梅 · 英国（GBR）         |
| 女子計時賽 （詳細） | 克丽斯廷·阿姆斯特朗 · 美国（USA） | 尤迪特·阿恩特 · 德国（GER）     | 奥莉加·扎别林斯卡娅 · 俄罗斯（RUS） |

### 場地賽
| 賽事                    | 金牌                                                                | 银牌                                                              | 铜牌                                                                            |
| 男子個人競速賽 （詳細） | 賈森·肯尼（英国）                                                   | 格雷戈里·博熱（法国）                                             | 沙恩·珀金斯（）                                                                 |
| 女子個人競速賽 （詳細） | 安娜·米雷斯（）                                                     | 維多利亞·彭德爾頓（英国）                                         | 郭爽（中国）                                                                    |
| 男子團體競速賽 （詳細） | 英国（GBR） · 菲利普·海因兹 · 克里斯·霍伊 · 贾森·肯尼               | 法国（FRA） · 格雷戈里·博热 · 米夏埃尔·德阿尔梅达 · 凯万·西罗     | 德国（GER） · 勒内·恩德斯 · 马克西米利安·莱维 · 罗伯特·弗尔斯特曼               |
| 女子團體競速賽 （詳細） | 德国（GER） · 克里斯蒂娜·沃格尔 · 米丽亚姆·威尔特                   | 中国（CHN） · 宫金杰 · 郭爽                                       | （AUS） · 卡勒·麦卡洛克 · 安娜·米雷斯                                           |
| 男子競輪 （詳細）       | 克里斯·霍伊（英国）                                                 | 馬克西米利安·萊維（德国）                                         | 西蒙·范费尔托芬（新西兰） · 特恩·米尔德（荷兰）                                 |
| 女子競輪 （詳細）       | 維多利亞·彭德爾頓（英国）                                           | 郭爽（中国）                                                      | 李慧詩（中国香港）                                                              |
| 男子團體追逐賽 （詳細） | 英国（GBR） · 埃德·克兰西 · 杰兰特·托马斯 · 史蒂文·伯克 · 彼得·肯诺 | （AUS） · 杰克·博布里奇 · 格伦·奥谢 · 羅漢·丹尼斯 · 迈克尔·赫伯恩 | 新西兰（NZL） · 萨姆·比利 · 亚伦·盖特 · 马克·瑞安 · 杰西·瑟金特 · 韦斯特利·高夫 |
| 女子團體追逐賽 （詳細） | 英国（GBR） · 达妮埃尔·金 · 劳拉·特洛特 · 乔安娜·劳斯尔             | 美国（USA） · 莎拉·哈默尔 · 多茜·鲍施 · Lauren Tamayo             | 加拿大（CAN） · 塔拉·惠滕 · 吉莉恩·卡尔顿 · 贾丝敏·格莱塞尔                     |
| 男子全能賽 （詳細）     | 拉塞·诺曼·汉森（丹麦）                                              | 布里安·科卡尔（法国）                                             | 埃德·克兰西（英国）                                                             |
| 女子全能賽 （詳細）     | 劳拉·特洛特（英国）                                                 | 莎拉·哈默尔（美国）                                               | 安尼特·埃德蒙森（）                                                             |

* 只在預賽參加。

### 越野賽
| 賽事                | 金牌                        | 银牌                  | 铜牌                             |
| 男子越野賽 （詳細） | 雅羅斯拉夫諾·庫拉維（捷克） | 尼諾·舒爾特（瑞士）   | 马尔科·奥雷利奥·丰塔纳（意大利） |
| 女子越野賽 （詳細） | 朱莉·布雷塞（法国）         | 扎比内·施皮茨（德国） | 喬治婭·古爾德（美国）            |

### 小輪車
| 賽事          | 金牌                              | 银牌                | 铜牌                      |
| 男子 （詳細） | 马里斯·斯特罗姆伯格斯（拉脱维亚） | 萨姆·威洛比（）     | 卡洛斯·奥肯多（哥伦比亚） |
| 女子 （詳細） | 玛丽安娜·帕洪（哥伦比亚）         | 薩拉·沃德（新西兰） | 羅拉·絲摩德（荷兰）       |

## 跳水

### 男子
| 項目                     | 金牌                      | 金牌   | 银牌                                           | 银牌   | 铜牌                                     | 铜牌   |
| 男子3米彈板（詳細）      | 伊利亚·扎哈罗夫（俄罗斯） | 555.90 | 秦凱（中国）                                   | 541.75 | 何冲（中国）                             | 524.15 |
| 男子雙人3米彈板（詳細）  | 中国 · 羅玉通 · 秦凱      | 477.00 | 俄罗斯 · 伊利亚·扎哈罗夫 · 叶夫根尼·库兹涅佐夫 | 459.63 | 美国 · 特羅伊·杜麥斯 · 克里斯蒂安·伊普森 | 446.70 |
| 男子10米高台（詳細）     | 大衛·布迪亞（美国）       | 568.65 | 邱波（中国）                                   | 566.85 | 湯姆·戴利（英国）                        | 556.95 |
| 男子雙人10米高台（詳細） | 中国 · 曹緣 · 張雁全      | 486.78 | 墨西哥 · 伊万·加西亚 · 赫尔曼·桑切斯           | 468.90 | 美国 · 大衛·布迪亞 · 尼克·麥克羅里       | 463.47 |

### 女子
| 項目                     | 金牌                 | 金牌   | 银牌                                                | 银牌   | 铜牌                                   | 铜牌   |
| 女子3米彈板（詳細）      | 吳敏霞（中国）       | 414.00 | 何姿（中国）                                        | 379.20 | 劳拉·桑切斯（墨西哥）                  | 362.40 |
| 女子雙人3米彈板（詳細）  | 中国 · 吴敏霞 · 何姿 | 346.20 | 美国 · 凱爾奇·布萊恩 · 阿比蓋爾·約翰斯頓            | 321.90 | 加拿大 · 珍妮弗·阿贝尔 · 埃米莉·埃曼斯 | 316.80 |
| 女子10米高台（詳細）     | 陳若琳（中国）       | 422.30 | 布瑞塔尼·布洛班（）                                 | 366.50 | 潘德勒拉·麗農·帕姆格（马来西亚）       | 359.20 |
| 女子雙人10米高台（詳細） | 中国 · 陳若琳 · 汪皓 | 368.40 | 墨西哥 · 葆拉·埃斯皮諾薩 · 亞歷杭德拉·奧羅斯科·羅薩 | 343.32 | 加拿大 · 米根·本菲托 · 罗莎琳·费利恩   | 337.62 |

## 马术
| 項目                   | 金牌                                                                                        | 金牌                                                                | 银牌                                                                                       | 银牌                                                                             | 铜牌 | 铜牌 |
| 個人盛裝舞步賽（詳細） | 夏洛特·杜雅尔丹（英国） · VALEGRO                                                           | 90.089分                                                            | Adelinde Cornelissen（荷兰） · PARZIVAL                                                    | 88.196分                                                                         | 劳拉·贝希托尔斯海默（英国） · MISTRAL HOJRIS                                                                   | 84.339分 |
| 團體盛裝舞步賽（詳細） | 英国（GBR） · 卡尔·赫斯特 · 劳拉·贝希托尔斯海默 · 夏洛特·杜雅尔丹                           | 英国（GBR） · 卡尔·赫斯特 · 劳拉·贝希托尔斯海默 · 夏洛特·杜雅尔丹   | 德国（GER） · 多萝特·施奈德 · 克里斯蒂娜·施普雷埃 · 海倫·朗格哈寧伯格                      | 德国（GER） · 多萝特·施奈德 · 克里斯蒂娜·施普雷埃 · 海倫·朗格哈寧伯格            | 荷兰（NED） · 安基·范赫林斯芬 · Edward Gal · Adelinde Cornelissen                                              | 荷兰（NED） · 安基·范赫林斯芬 · Edward Gal · Adelinde Cornelissen                                              |
| 個人場地障礙賽（詳細） | 史蒂夫·古尔达特（瑞士） · NINO DES BUISSONNETS                                              | 史蒂夫·古尔达特（瑞士） · NINO DES BUISSONNETS                      | Gerco Schroder（荷兰） · LONDON                                                            | Gerco Schroder（荷兰） · LONDON                                                  | Cian O'Connor（爱尔兰） · BLUE LOYD 12                                                                         | Cian O'Connor（爱尔兰） · BLUE LOYD 12                                                                         |
| 團體場地障礙賽（詳細） | 英国（GBR） · 尼克·斯凯尔顿 · 本·马厄 · 斯科特·布拉什 · 彼得·查尔斯                         | 英国（GBR） · 尼克·斯凯尔顿 · 本·马厄 · 斯科特·布拉什 · 彼得·查尔斯 | 荷兰（NED） · Jur Vrieling · 迈克尔·范德弗勒滕 · Marc Houtzager · Gerco Schroder           | 荷兰（NED） · Jur Vrieling · 迈克尔·范德弗勒滕 · Marc Houtzager · Gerco Schroder | 沙特阿拉伯（KSA） · HRH Prince Abdullah Al Saud · Kamal Bahamdan · Ramzy Al Duhami · Abdullah Waleed Sharbatly | 沙特阿拉伯（KSA） · HRH Prince Abdullah Al Saud · Kamal Bahamdan · Ramzy Al Duhami · Abdullah Waleed Sharbatly |
| 個人三項賽（詳細）     | 德国 · 米夏埃尔·容                                                                          | 40.60分                                                             | 瑞典 · Sara Algotsson Ostholt                                                              | 43.30分                                                                          | 德国 · 桑德拉·奥法特                                                                                           | 44.80分 |
| 團體三項賽（詳細）     | 德国（GER） · 彼得·汤姆森 · 迪尔克·施拉德 · 英格丽德·克利姆克 · 桑德拉·奥法特 · 米夏埃尔·容 | 133.70分                                                            | 英国（GBR） · 妮古拉·威尔逊 · 玛丽·金 · 扎拉·菲利普斯 · 克里斯蒂娜·库克 · 威廉·福克斯-皮特 | 138.20分                                                                         | 新西兰（NZL） · Jonelle Richards · Jonathan Paget · Caroline Powell · Andrew Nicholson · 马克·托德             | 144.40分 |

## 击剑

### 男子
| 項目             | 金牌                                                                               | 银牌                                                                                                | 铜牌                                                                            |
| 個人重劍（詳細） | 鲁文·利马尔多 · 委内瑞拉（VEN）                                                    | Bartosz Piasecki · 挪威（NOR）                                                                      | 鄭鎭善 · 韩国（KOR）                                                            |
| 個人花劍（詳細） | 雷聲 · 中国（CHN）                                                                 | 阿萊爾丁·阿波爾卡西姆 · 埃及（EGY）                                                                 | 崔秉哲 · 韩国（KOR）                                                            |
| 團體花劍（詳細） | 意大利 · 瓦莱里奥·阿斯普罗蒙特 · 安德烈亚·巴尔迪尼 · 乔治·阿沃拉 · 安德烈亚·卡萨拉 | 日本 · 三宅諒 · 太田雄贵 · 千田健太 · 淡路卓                                                        | 德国 · 彼得·约皮希 · 塞巴斯蒂安·巴赫曼 · 本傑明·克萊布林克 · 安德烈·韦塞尔斯    |
| 個人佩劍（詳細） | 斯拉奇·阿伦 · 匈牙利（HUN）                                                        | 迭戈·奥基乌齐 · 意大利（ITA）                                                                       | 尼古拉·科瓦廖夫 · 俄罗斯（RUS）                                                 |
| 團體佩劍（詳細） | 韩国（KOR） · 金政焕 · 元禹宁 · 具本佶 · 吴恩锡                                    | 罗马尼亚（ROM） · 拉雷什·杜米特雷斯库 · 蒂贝留·多尔尼恰努 · 弗洛林·扎洛米尔 · 亚历山德鲁·西里采亚努 | 意大利（ITA） · 阿尔多·蒙塔诺 · 迭戈·奥基乌齐 · 路易吉·薩梅萊 · 路易吉·塔兰蒂诺 |

### 女子
| 項目             | 金牌                                                                                          | 银牌                                                                                          | 铜牌                                                                      |
| 個人重劍（詳細） | 揚娜·舍米亞金娜 · 乌克兰（UKR）                                                               | 布丽塔·海德曼 · 德国（GER）                                                                   | 孙玉洁 · 中国（CHN）                                                      |
| 團體重劍（詳細） | 中国（CHN） · 李娜 · 孫玉潔 · 許安琪 · 骆晓娟                                                 | 韩国（KOR） · 申雅嵐 · 政孝正 · 崔仁贞 · 崔恩淑                                               | 美国（USA） · Maya Lawrence · 考特妮·赫尔利 · 凯莉·赫尔利 · Susie Scanlan |
| 個人花劍（詳細） | 埃莉萨·迪弗朗西丝卡 · 意大利（ITA）                                                           | 阿里安娜·埃里戈 · 意大利（ITA）                                                               | 瓦倫蒂娜·韋扎利 · 意大利（ITA）                                           |
| 團體花劍（詳細） | 意大利（ITA） · 瓦倫蒂娜·韋扎利 · 阿里安娜·埃里戈 · 埃莉萨·迪弗朗西丝卡 · 伊拉里娅·萨尔瓦托里 | 俄罗斯（RUS） · 因娜·德里格拉佐娃 · 拉里莎·克羅貝尼科娃 · 艾達·恰納耶娃 · 卡米拉·加富尔贾诺娃 | 韩国（KOR） · 南贤喜 · 郑吉玉 · 全希叔 · 吴荷娜                           |
| 個人佩劍（詳細） | 金智妍 · 韩国（KOR）                                                                          | 索菲娅·韦莉卡娅 · 俄罗斯（RUS）                                                               | 奥莉加·哈尔兰 · 乌克兰（UKR）                                             |

## 曲棍球
| 項目               | 金牌 | 银牌 | 铜牌 |
| 男子曲棍球（詳細） | 德国 · 马克西米利安·米勒 · 马丁·黑纳 · 奥斯卡·德克 · 克里斯托弗·韦斯利 · 莫里茨·菲尔斯特 · 托比亚斯·豪克 · 扬-菲利普·拉本特 · 本亚明·韦斯 · 蒂莫·韦斯 · 奥利弗·科恩 · 克里斯托弗·策勒 · 马克斯·魏因霍尔德 · 马蒂亚斯·维特豪斯 · 弗洛里安·富克斯 · 菲利普·策勒 · 蒂洛·施特拉科夫斯基               | 荷蘭 · Jaap Stockmann · Klaas Vermeulen · Marcel Balkestein · Wouter Jolie · Roderick Weusthof · Robbert Kempermann · Teun de Nooijer · Sander Baart · Floris Evers · Bob de Voogd · Sander de Wijn · Rogier Hofman · Robert van der Horst · Billy Bakker · Valentin Verga · Mink van der Weerden                                   | · 杰米·德怀尔 · 利亚姆·德扬 · 西蒙·奥查德 · 格伦·特纳 · 克里斯·奇列洛 · 马修·布图里尼 · 马克·诺尔斯 · 拉塞尔·福特 · 埃迪·奥肯登 · 乔尔·卡罗尔 · 马修·戈德斯 · Tim Deavin · 马修·斯旺 · Nathan Burgers · Kieran Govers · 弗格斯·卡瓦纳            |
| 女子曲棍球（詳細） | 荷蘭 · Kitty van Male · Carlien Dirkse van den Heuvel · 克莉·约恩克 · Maartje Goderie · Lidewij Welten · Maartje Paumen · 娜奥米·范阿斯 · Ellen Hoog · Sophie Polkamp · Joyce Sombroek · Kim Lammers · Eva de Goede · Marilyn Agliotti · Merel de Blaeij · Margot van Geffen · Caia van Maasakker | 阿根廷 · 劳拉·德尔科莱 · 蘿莎里歐·路切提 · 安娜·瑪卡蓮娜·羅德里奎茲·培瑞茲 · 卢西亚娜·艾马 · 卡拉·蕾貝琪 · 黛菲娜·梅里諾 · 瑪緹娜·卡瓦蕾蘿 · 芙洛倫西雅·哈畢夫 · 蘿西歐·山切茲·莫奇亞 · 丹妮葉拉·史洛嘉 · 蘇菲亞·瑪卡里 · 瑪麗耶拉·史加隆尼 · 希爾薇娜·戴莉亞 · 諾亞·巴利歐紐沃 · 瑪莉亞·荷西菲娜·施洛加 · 瑪麗亞·芙洛倫西雅·穆提歐 | 英國 · 贝丝·斯托里 · 埃米莉·马圭尔 · 劳拉·昂斯沃思 · 克丽丝塔·卡伦 · 汉娜·麦克劳德 · 安妮·潘特 · 海伦·理查森 · 凯特·沃尔什 · 克洛艾·罗杰斯 · 劳拉·巴特利特 · 亚历克丝·丹森 · 乔吉·特威格 · 阿什莉·鲍尔 · 萨莉·沃尔顿 · 妮古拉·怀特 · 萨拉·托马斯 |

## 足球
| 項目         | 金牌 | 银牌 | 铜牌 |
| 男子（詳細） | 墨西哥（MEX） · 赫苏斯·科罗纳 · 伊斯雷尔·希门尼斯 · 卡路士·沙斯度 · 伊拉姆·米耶尔 · 达尔温·查韦斯 · 赫達·靴里拉 · 哈维尔·科尔特斯 · 马尔科·法维安 · 奥里比·佩拉尔塔 · 吉奥瓦尼·多斯桑托斯 · 哈维尔·阿基诺 · 劳尔·希门尼斯 · 迭戈·雷耶斯 · 豪尔赫·恩里克斯 · 内斯托尔·比德里奥 · 米格尔·庞塞 · 内斯托尔·阿劳霍 · 何塞·安东尼奥·罗德里格斯 | 巴西（BRA） · 嘉比爾 · 拉斐爾 · 胡安 · 盧卡斯 · 罗穆洛 · 奧斯卡 · 布鲁诺·乌维尼 · 达尼洛 · 阿歷士·辛度 · 尼馬                                                                                                   | 韩国（KOR） · 鄭成龍 · 吳宰碩 · 尹鍚榮 · 金英權 · 金基熙 · 奇誠庸 · 金甫炅 · 白星東 · 池東沅 · 朴主永 · 南泰煕 · 黃錫鎬 · 具滋哲 · 金昌洙 · 朴鍾佑 · 鄭又榮 · 金賢聖 · 李範永 |
| 女子（詳細） | 美国（USA） · 霍普·索洛 · 希瑟·米茨 · 克丽丝蒂·兰波内 · 贝姬·索尔布伦 · 凯莉·奥哈拉 · Amy LePeilbet · 香农·博克斯 · 埃米·罗德里格斯 · 希瑟·奥赖利 · 卡莉·劳埃德 · 悉妮·勒鲁 · 劳伦·切尼 · 亚历克丝·摩根 · 阿比·万巴赫 · 梅甘·拉皮诺 · 蕾切尔·比勒 · 托宾·希思 · 妮科尔·巴恩哈特                                                          | 日本（JPN） · 福元美穗 · 近賀由香里 · 岩清水梓 · 熊谷紗希 · 鲛島彩 · 阪口夢穗 · 安藤梢 · 宮間綾 · 川澄奈穗美 · 澤穗希 · 大野忍 · 矢野喬子 · 丸山桂里奈 · 田中明日菜 · 高瀨愛實 · 岩淵真奈 · 大儀見優季 · 海堀步 | 加拿大（CAN） · 卡琳娜·勒布朗 · Emily Zurrer · 切尔茜·斯图尔特 · 卡梅莉娜·莫斯卡托 · 萝宾·盖尔 · 凱琳·凱爾 · 丽安·威尔金森 · 黛安娜·马西森 · 坎达丝·查普曼 · Lauren Sesselmann · 德西蕾·斯科特 · 克里斯蒂娜·辛克莱 · 索菲·施密特 · 梅利莎·坦克雷迪 · 凯莉·帕克 · Jonelle Filigno · 布里塔妮·蒂姆科 · 愛琳·麥克勞德 · 梅拉妮·布思 · 瑪麗-艾芙·諾爾 |

## 体操

### 競技體操
男子
| 項目                 | 金牌                                                            | 银牌                                                                          | 铜牌 |
| 男子團體（詳細）     | 中国（CHN）（275.997） · 陳一冰 · 馮喆 · 郭偉陽 · 張成龍 · 鄒凱 | 日本（JPN）（271.952） · 加藤凌平 · 田中和仁 · 田中佑典 · 內村航平 · 山室光史 | 英国（GBR）（271.711） · 山姆·歐德漢姆 · 丹尼爾·普爾維斯 · 路易斯·史密斯 · 克里斯蒂安·托馬斯 · 馬克斯·惠特洛克 |
| 男子個人全能（詳細） | 內村航平 · 日本（JPN） · （92.690）                             | 馬塞爾·阮 · 德国（GER） · （91.031）                                          | 丹內爾·萊瓦 · 美国（USA） · （90.698）                                                                         |
| 男子自由體操（詳細） | 鄒凱 · 中国（CHN） · （15.933）                                 | 內村航平 · 日本（JPN） · （15.800）                                           | 丹尼斯·阿布利亚津 · 俄罗斯（RUS） · （15.800）                                                                 |
| 男子鞍馬（詳細）     | 克里斯蒂安·貝爾基 · 匈牙利（HUN） · （16.066）                  | 路易斯·史密斯 · 英国（GBR） · （16.066）                                      | 馬克斯·惠特洛克 · 英国（GBR） · （15.600）                                                                     |
| 男子吊環（詳細）     | 阿图尔·扎内蒂 · 巴西（BRA） · （15.900）                        | 陳一冰 · 中国（CHN） · （15.800）                                             | 馬泰奥·莫蘭迪 · 意大利（ITA） · （15.733）                                                                     |
| 男子跳馬（詳細）     | 梁鶴善 · 韩国（KOR） · （16.533）                               | 丹尼斯·阿布利亚津 · 俄罗斯（RUS） · （16.399）                                | 伊戈尔·拉季维洛夫 · 乌克兰（UKR） · （16.316）                                                                 |
| 男子雙杠（詳細）     | 馮喆 · 中国（CHN） · （15.966）                                 | 馬塞爾·阮 · 德国（GER） · （15.800）                                          | 汉密尔顿·萨博 · 法国（FRA） · （15.566）                                                                       |
| 男子單杠（詳細）     | 愛普克·松德蘭德 · 荷兰（NED） · （16.533）                      | 法比安·漢布钦 · 德国（GER） · （16.400）                                      | 鄒凱 · 中国（CHN） · （16.366）                                                                                |

女子
| 項目                 | 金牌 | 银牌 | 铜牌 |
| 女子團體（詳細）     | 美国（USA）（183.596） · 加布丽埃勒·道格拉斯 · 麦凯拉·马罗尼 · 亚历山德拉·莱斯曼 · 凯拉·罗斯 · 乔婷·韦伯 | 俄罗斯（RUS）（178.530） · 克谢尼娅·阿法纳西耶娃 · 安娜斯塔西娅·格里什娜 · 維多利亞·科莫娃 · 阿莉娅·穆斯塔芬娜 · 玛利亚·帕塞卡 | 罗马尼亚（ROM）（176.414） · 迪亚娜·布利马尔 · 迪亚娜·凯拉鲁 · 拉里莎·约尔达凯 · 桑德拉·伊兹巴沙 · 克特利娜·波诺尔 |
| 女子個人全能（詳細） | 嘉比爾·杜格拉斯 · 美国（USA） · （62.232）                                                               | 維多利亞·科莫娃 · 俄罗斯（RUS） · （61.973）                                                                                   | 阿莉婭·穆斯塔芬娜 · 俄罗斯（RUS） · （59.566）                                                                     |
| 女子跳馬（詳細）     | 桑德拉·伊兹巴沙 · 罗马尼亚（ROU） · （15.191）                                                           | 麥琪拉·瑪隆妮 · 美国（USA） · （15.083）                                                                                       | 瑪利亞·帕塞卡 · 俄罗斯（RUS） · （15.050）                                                                         |
| 女子高低杠（詳細）   | 阿莉娅·穆斯塔芬娜 · 俄罗斯（RUS） · （16.133）                                                           | 何可欣 · 中国（CHN） · （15.933）                                                                                              | 伊麗莎白·特維德爾 · 英国（GBR） · （15.916）                                                                       |
| 女子平衡木（詳細）   | 鄧琳琳 · 中国（CHN） · （15.600）                                                                        | 眭祿 · 中国（CHN） · （15.500）                                                                                                | 亞歷山德拉·拉絲曼 · 美国（USA） · （15.066）                                                                       |
| 女子自由體操（詳細） | 亞歷山德拉·拉絲曼 · 美国（USA） · （15.600）                                                             | 克特利娜·波诺尔 · 罗马尼亚（ROU） · （15.200）                                                                                 | 阿莉娅·穆斯塔芬娜 · 俄罗斯（RUS） · （14.900）                                                                     |

### 艺术体操
| 項目                 | 金牌 | 银牌 | 铜牌 |
| 女子個人全能（詳細） | 葉夫根尼婭·卡納耶娃 · 俄罗斯（RUS） | 戴莉亞·迪米崔耶娃 · 俄罗斯（RUS） | 莉寶·查卡辛娜 · 白俄罗斯（BLR） |
| 女子團體全能（詳細） | 俄罗斯（RUS） · 阿纳斯塔西娅·布利兹纽克 · 烏利安那·當斯科娃 · 阿麗娜·馬卡仁科 · 安娜塔西亞·娜札仁科 · 卡羅琳娜·希娃斯特亞諾娃 · 克謝尼雅·杜德吉娜（候補） | 白俄罗斯（BLR） · 瑪莉娜·喬諾瓦 · 安娜絲塔西亞·伊凡科娃 · 娜塔莉亞·萊許契克 · 克莎妮亞·桑科薇琪 · 阿莉娜·圖米洛維奇 · 阿歷山德拉·納克薇琪（候補） | 意大利（ITA） · 埃莉萨·布兰基 · 罗米娜·劳里托 · 埃莉萨·圣托尼 · 安热莉卡·萨夫拉尤克 · 安德烈娅·斯特凡内斯库 · 玛尔塔·帕尼尼（候補） |

### 蹦床
| 項目         | 金牌                          | 银牌                              | 铜牌                 |
| 男子（詳細） | 董棟 · 中国（CHN）            | 德米特里·烏沙科夫 · 俄罗斯（RUS） | 陸春龍 · 中国（CHN） |
| 女子（詳細） | 罗西·麦克琳南 · 加拿大（CAN） | 黃珊汕 · 中国（CHN）              | 何雯娜 · 中国（CHN） |

## 手球
| 項目             | 金牌 | 银牌 | 铜牌 |
| 男子手球（詳細） | 法國 · 热罗姆·费尔南德斯 · 迪迪埃·迪纳尔 · 格扎维埃·巴拉谢 · 紀堯姆·吉勒 · 贝特朗·吉勒 · 达尼埃尔·纳西斯 · 纪尧姆·若利 · 薩繆埃爾·昂胡比亞 · 达乌达·卡拉布埃 · 尼古拉·卡拉巴蒂奇 · 迪爾里·奧梅耶 · 威廉·阿康布雷 · 吕克·阿巴洛 · Cédric Sorhaindo · 米夏埃尔·吉古                                           | 瑞典 · 马蒂亚斯·安德松 · 马蒂亚斯·古斯塔夫松 · 希姆·安德松 · 约纳斯·谢尔曼 · 芒努斯·耶内米尔 · 尼克拉斯·埃克贝里 · 达利博尔·多德尔 · 约纳斯·拉霍尔姆 · 托比亚斯·卡尔松 · 约翰·雅各布松 · 约翰·舍斯特兰德 · 弗雷德里克·彼得森 · Kim Ekdahl du Rietz · 马蒂亚斯·萨克里松 · 安德烈亚斯·尼尔松 | · 维尼奥·洛塞特 · 伊万诺·巴利奇 · 多马戈伊·杜夫尼亚克 · 布拉任科·拉茨科维奇 · 马尔科·科普利亚尔 · 伊戈爾·沃利 · 雅科夫·戈云 · 兹拉特科·霍瓦特 · 德拉高·武科維奇 · 达米尔·比查尼奇 · 丹尼斯·本蒂奇 · 米尔科·阿利洛维奇 · 曼努埃爾·斯特萊克 · 伊万·丘皮奇 · 伊萬·寧切維奇             |
| 女子手球（詳細） | 挪威 · 卡丽·奥尔维克·格里姆斯伯 · 伊达·阿尔斯塔 · 海伊迪·勒克 · 通耶·内斯特沃尔 · 卡罗利妮·迪勒·布雷旺 · 克里斯蒂娜·伦德-博格尔森 · 卡丽·梅特·约翰森 · 玛丽特·玛尔姆·弗拉菲尤 · 琳·约鲁姆·苏兰 · 卡特琳·伦德·哈拉尔德森 · 琳-克丽斯廷·里格尔胡特·科伦 · 约丽尔·斯诺勒根 · 阿曼达·库尔托维克 · 卡米拉·哈瑞姆 | 蒙特內哥羅 · 玛丽娜·武克切维奇 · 拉德米拉·米利亚尼奇 · 约婉卡·拉迪切维奇 · 安娜·乔基奇 · 玛丽亚·约万诺维奇 · 安娜·拉多维奇 · 安杰拉·布拉托维奇 · 索尼娅·巴里亚克塔罗维奇 · 马娅·萨维奇 · 博亚娜·波波维奇 · 苏珊娜·拉佐维奇 · 卡塔琳娜·布拉托维奇 · 迈达·穆罕默多维奇 · 米莱娜·克内热维奇   | 西班牙 · Andrea Barnó · 卡门·马丁 · 内莉·卡拉·阿尔韦托 · 比阿特丽斯·费尔南德斯 · 贝罗妮卡·夸德拉多 · 玛尔塔·曼格 · Macarena Aguilar · 西尔维娅·纳瓦罗 · Jessica Alonso · 伊丽莎白·皮内多 · 贝戈尼娅·费尔南德斯 · Vanessa Amorós · 帕特里夏·埃洛萨 · 米哈埃拉·乔巴努 · 玛尔塔·洛佩斯 |

## 柔道

### 男子
| 項目                      | 金牌                       | 银牌                          | 铜牌                                                     |
| 男子60公斤級（詳細）      | 阿尔森·加尔斯强（俄罗斯）  | 平岡拓晃（日本）              | 费利佩·北代（巴西） · 里紹德·索比羅夫（）                |
| 男子66公斤級（詳細）      | 拉沙·沙夫达图阿什维利（）  | 温格瓦里·米克洛什（匈牙利）   | 海老沼匡（日本） · 曹準好（韩国）                        |
| 男子73公斤級（詳細）      | Mansur Isaev（俄罗斯）     | 中矢力（日本）                | 萨音扎尔嘎林·尼亚木-奥其尔（蒙古） · 于戈·勒格朗（法国） |
| 男子81公斤級（詳細）      | 金宰范（韩国）             | 奧勒·比朔夫（德国）           | Ivan Nifontov（俄罗斯） · 安托万·瓦卢瓦-福捷（加拿大）   |
| 男子90公斤級（詳細）      | 宋大南（韩国）             | 阿斯莱·冈萨雷斯（古巴）       | 伊利亞斯·伊利亞季斯（希腊） · 西山將士（日本）           |
| 男子100公斤級（詳細）     | Tagir Khaibulaev（俄罗斯） | 奈丹·图布辛巴亚尔（蒙古）     | 迪米特里·彼得斯（德国） · 亨克·赫羅爾（荷兰）            |
| 男子100公斤以上級（詳細） | 特迪·里內（法国）          | Alexander Mikhaylin（俄罗斯） | 安德烈亚斯·特尔策（德国） · 拉斐尔·席尔瓦（巴西）        |

### 女子
| 項目                     | 金牌                            | 银牌                                   | 铜牌                                                       |
| 女子48公斤級（詳細）     | 萨拉赫·梅内泽斯（巴西）         | 阿林娜·亚历山德拉·杜米特鲁（罗马尼亚） | Charline van Snick（比利时） · 切尔诺维茨基·埃娃（匈牙利） |
| 女子52公斤級（詳細）     | 安琴愛（朝鲜）                  | 亚妮特·贝尔莫伊（古巴）                | 罗萨尔芭·福尔奇尼蒂（意大利） · 普里西娅·尼厄托（法国）    |
| 女子57公斤級（詳細）     | 松本薫（日本）                  | 科丽娜·克普里奥留（罗马尼亚）          | 玛蒂·马洛伊（美国） · 奥通娜·帕维亚（法国）                |
| 女子63公斤級（詳細）     | 乌尔什卡·若尔尼尔（斯洛文尼亚） | 徐麗麗（中国）                         | 上野順惠（日本） · 热夫里丝·埃马内（法国）                 |
| 女子70公斤級（詳細）     | 露西·德科斯（法国）             | 克斯廷·蒂勒（德国）                    | 尤丽·阿尔韦亚尔（哥伦比亚） · 埃迪特·博斯（荷兰）          |
| 女子78公斤級（詳細）     | 凯拉·哈里森（美国）             | 杰玛·吉本斯（英国）                    | 奥德蕾·彻梅奥（法国） · 梅拉·阿吉亞爾（巴西）              |
| 女子78公斤以上級（詳細） | 伊達莉斯·奧爾蒂斯（古巴）       | 杉本美香（日本）                       | 卡琳娜·布赖恩特（英国） · 佟文（中国）                     |

## 现代五项
| 賽事          | 金牌                              | 银牌                      | 铜牌                        |
| 男子 （詳細） | 达维德·斯沃博达 · 捷克（CZE）     | 曹忠荣 · 中国（CHN）      | Ádám Marosi · 匈牙利（HUN） |
| 女子 （詳細） | 劳拉·阿萨道斯凯特 · 立陶宛（LTU） | 萨曼莎·默里 · 英国（GBR） | 雅尼茲·馬奎斯 · 巴西（BRA） |

## 赛艇

### 男子
| 項目                   | 金牌 | 金牌    | 银牌 | 银牌    | 铜牌 | 铜牌    |
| 單人雙槳（詳細）       | 新西兰 · 马埃·德赖斯代尔 | 6:57.82 | 捷克 · 翁德热·西内克 | 6:59.37 | 英国 · 艾伦·坎贝尔 | 7:03.28 |
| 雙人單槳（詳細）       | 新西兰 · 埃里克·默里 · 哈米什·邦德 | 6:16.65 | 法国 · 热尔曼·夏尔丹 · 多里安·莫尔特莱特 | 6:21.11 | 英国 · 乔治·纳什 · 威尔·萨奇 | 6:21.77 |
| 雙人雙槳（詳細）       | 新西兰 · 内森·科恩 · 约瑟夫·沙利文 | 6:31.67 | 意大利 · 阿莱西奥·萨尔托里 · 罗马诺·巴蒂斯蒂 | 6:32.80 | 斯洛文尼亚 · 卢卡·什皮克 · 伊兹托克·乔普 | 6:34.35 |
| 四人單槳（詳細）       | 英国 · 亚历克斯·格雷戈里 · 汤姆·詹姆斯 · 皮特·里德 · 安德鲁·特里格斯·霍奇                                                                                            | 6:03.97 | · 詹姆斯·查普曼 · 乔希·邓克利-史密斯 · 德魯·吉恩 · 威尔·洛克伍德                                                                                         | 6:05.19 | 美国 · 查利·科尔 · 斯科特·高尔特 · Glenn Ochal · 亨里克·鲁梅尔                                                                                                  | 6:07.20 |
| 四人雙槳（詳細）       | 德国 · 卡尔·舒尔策 · 菲利普·文德 · 劳里茨·朔夫 · 蒂姆·格罗曼 | 5:42.48 | 克罗地亚 · 达维德·沙因 · 马丁·辛科维奇 · 达米尔·马丁 · 瓦伦特·辛科维奇                                                                                   | 5:44.78 | · 克里斯·摩根 · 卡斯滕·福斯特林 · 詹姆斯·麦克雷 · 丹尼尔·努南                                                                                                   | 5:45.22 |
| 八人單槳（詳細）       | 德国 · 菲利普·亚当斯基 · 安德烈亚斯·库夫纳 · 埃里克·约翰内森 · 马克西米利安·赖内尔特 · 里夏德·施密特 · 卢卡斯·米勒 · 弗洛里安·门尼根 · 克里斯托夫·维尔克 · 马丁·绍尔 | 5:48.75 | 加拿大 · 加布里埃尔·伯根 · Douglas Csima · 罗伯特·吉布森 · 康林·麦凯布 · 马尔科姆·霍华德 · 安德鲁·伯恩斯 · 杰里迈亚·布朗 · 威尔·克罗瑟斯 · 布赖恩·普赖斯 | 5:49.98 | 英国 · 亚历克斯·帕特里奇 · 詹姆斯·福德 · 托马斯·马修·兰斯利 · 理查德·埃金顿 · 穆罕默德·斯比希 · 格雷格·瑟尔 · 马特·兰格里奇 · Constantine Louloudis · 费伦·希尔 | 5:51.18 |
| 輕量級雙人雙槳（詳細） | 丹麦 · 马斯·拉斯穆森 · 拉斯穆斯·奎斯特·汉森 | 6:37.17 | 英国 · 扎克·珀切斯 · 马克·亨特 | 6:37.78 | 新西兰 · Storm Uru · 彼得·泰勒 | 6:40.86 |
| 輕量級四人單槳（詳細） | 南非（RSA） · 詹姆斯·汤普森 · 马修·布里顿 · 约翰·史密斯 · Sizwe Ndlovu                                                                                               | 6:02.84 | 英国（GBR） · 彼得·钱伯斯 · 罗布·威廉斯 · 理查德·钱伯斯 · 克里斯·巴特利                                                                                  | 6:03.09 | 丹麦（DEN） · 卡斯珀·温特·约恩森 · 莫滕·约恩森 · Jacob Barsøe · 埃斯基尔·埃贝森                                                                                 | 6:03.16 |

### 女子
| 項目                   | 金牌 | 金牌    | 银牌 | 银牌    | 铜牌 | 铜牌    |
| 單人雙槳（詳細）       | 捷克 · 米罗斯拉娃·克纳普科娃 | 7:54.37 | 丹麦 · Fie Udby Erichsen | 7:57.72 | · 金·克羅 | 7:58.04 |
| 雙人單槳（詳細）       | 英国 · 海伦·格洛弗 · 希瑟·斯坦宁 | 7:27.13 | · Kate Hornsey · 萨拉·泰特 | 7:29.86 | 新西兰 · 朱丽叶·黑格 · 丽贝卡·斯科恩 | 7:30.19 |
| 雙人雙槳（詳細）       | 英国 · 安娜·沃特金斯 · 凯瑟琳·格兰杰 | 6:55.82 | · 金·克羅 · 布鲁克·普拉特利 | 6:58.55 | 波兰 · 玛格达莱娜·富拉尔奇克 · 尤利娅·米哈尔斯卡 | 7:07.92 |
| 四人雙槳（詳細）       | 乌克兰 · Kateryna Tarasenko · Nataliya Dovgodko · Anastasiia Kozhenkova · Yana Dementieva                                                | 6:35.93 | 德国 · 安妮卡特琳·蒂勒 · 卡丽娜·贝尔 · 尤利娅·里希特 · 布丽塔·奥佩尔特                                                                                                   | 6:38.09 | 美国 · 纳塔莉·德尔 · 卡拉·科勒 · 梅甘·卡尔莫 · 阿德里安娜·马特利 | 6:40.63 |
| 八人單槳（詳細）       | 美国 · 埃琳·卡法罗 · 苏珊·弗朗西亚 · 埃丝特·洛夫格伦 · 泰勒·里泽尔 · 梅根·马斯尼基 · 埃尔·洛根 · 卡罗琳·林德 · 卡琳·戴维斯 · 玛丽·惠普尔 | 6:10.59 | 加拿大 · Janine Hanson · Rachelle Viinberg · Krista Guloien · 劳伦·威尔金森 · Natalie Mastracci · Ashley Brzozowicz · 达茜·马夸特 · Andreanne Morin · 莱斯莉·汤普森-威利 | 6:12.06 | 荷兰 · Jacobine Veenhoven · 宁克·金马 · Chantal Achterberg · Sytske de Groot · Roline Repelaer van Driel · Claudia Belderbos · Carline Bouw · Annemiek de Haan · Anne Schellekens | 6:13.12 |
| 輕量級雙人雙槳（詳細） | 英国 · 索菲·霍斯金 · 凯瑟琳·科普兰 | 7:09.30 | 中国 · 徐東香 · 黃文儀 | 7:11.93 | 希腊 · Christina Giazitzidou · Alexandra Tsiavou | 7:12.09 |

## 帆船

### 男子
| 項目                   | 金牌                                          | 金牌 | 银牌                                        | 银牌 | 铜牌                                            | 铜牌 |
| 風浪板（詳細）         | 多利安·范萊索貝瑞赫（荷兰）                   | 15分 | 尼克·鄧普西（英国）                         | 41分 | 普热梅斯瓦夫·米亚尔琴斯基（波兰）               | 60分 |
| 單人小艇雷射型（詳細） | Tom Slingsby（）                              | 43分 | 帕夫洛斯·康蒂德斯（塞浦路斯）               | 59分 | 拉斯穆斯·米尔格伦（瑞典）                       | 72分 |
| 雙人小艇470型（詳細）  | （AUS） · 马修·贝尔彻 · 馬爾科姆·佩奇         | 22分 | 英国（GBR） · 卢克·佩兴斯 · 斯图尔特·比瑟尔 | 30分 | 阿根廷（ARG） · 盧卡斯·卡拉布雷斯 · 胡安·富恩德 | 63分 |
| 星型帆船（詳細）       | 瑞典（SWE） · 弗雷德里克·勒夫 · 馬克思·薩米能 | 32分 | 英国（GBR） · 伊恩·珀西 · 安德魯·辛普森     | 34分 | 巴西（BRA） · Robert Scheidt · Bruno Prada      | 40分 |
| 芬蘭型帆船（詳細）     | 本·安斯利（英国）                             | 46分 | 約納斯·賀治-克里斯滕森（丹麦）              | 46分 | 若纳唐·洛贝尔（法国）                           | 49分 |

### 女子
| 項目                   | 金牌                                                            | 金牌                                                            | 银牌                                                  | 银牌                                                  | 铜牌                                                            | 铜牌                                                            |
| 風浪板（詳細）         | 玛丽娜·阿拉沃（西班牙）                                         | 26分                                                            | Tuuli Petaja（芬兰）                                  | 46分                                                  | 索非娅·诺切蒂-克莱帕茨卡（波兰）                                | 47分                                                            |
| 單人小艇輻射型（詳細） | 徐莉佳（中国）                                                  | 35分                                                            | 玛丽特·鲍梅斯特（荷兰）                               | 37分                                                  | Evi Van Acker（比利时）                                         | 40分                                                            |
| 雙人小艇470型（詳細）  | 新西兰（NZL） · Jo Aleh · 波莉·鲍里                             | 35分                                                            | 英国（GBR） · 汉娜·米尔斯 · 萨斯基娅·克拉克           | 51分                                                  | 荷兰（NED） · Lisa Westerhof · Lobke Berkhout                   | 64分                                                            |
| 龍骨艇鷹鈴型（詳細）   | 西班牙（ESP） · 塔玛拉·埃切戈延 · 索菲娅·托罗 · 安赫拉·普马列加 | 西班牙（ESP） · 塔玛拉·埃切戈延 · 索菲娅·托罗 · 安赫拉·普马列加 | （AUS） · 奥利维娅·普赖斯 · 尼娜·柯蒂斯 · 露辛达·惠蒂 | （AUS） · 奥利维娅·普赖斯 · 尼娜·柯蒂斯 · 露辛达·惠蒂 | 芬兰（FIN） · 西利娅·莱赫蒂宁 · 西利娅·卡内尔瓦 · Mikaela Wulff | 芬兰（FIN） · 西利娅·莱赫蒂宁 · 西利娅·卡内尔瓦 · Mikaela Wulff |

### 公開賽
| 項目                   | 金牌                                | 金牌 | 银牌                                    | 银牌 | 铜牌                                        | 铜牌  |
| 雙人小艇49人型（詳細） | （AUS） · 内森·奥特里奇 · 伊恩·詹森 | 56分 | 新西兰（NZL） · 彼得·伯林 · 布莱尔·图克 | 80分 | 丹麦（DEN） · Allan Norregaard · Peter Lang | 114分 |

## 射击

### 男子
| 項目                 | 金牌                            | 银牌                        | 铜牌                          |
| 10米空氣步槍（詳細） | 阿林·莫尔多韦亚努（罗马尼亚）   | 尼科洛·坎普里亞尼（意大利） | Gagan Narang（印度）          |
| 50米步槍臥射（詳細） | 謝爾蓋·馬蒂諾夫（白俄罗斯）     | Lionel Cox（比利时）        | 萊蒙德·德貝維奇（斯洛文尼亚） |
| 50米步槍三姿（詳細） | 尼科洛·坎普里亞尼（意大利）     | 金鐘鉉（韩国）              | 馬修·埃蒙斯（美国）           |
| 10米空氣手槍（詳細） | 秦鐘午（韩国）                  | 卢卡·泰斯科尼（意大利）     | 安德里亚·兹拉蒂奇（塞尔维亚） |
| 25米快射手槍（詳細） | 萊烏里斯·普波（古巴）           | Vijay Kumar（印度）         | 丁峰（中国）                  |
| 50米手槍（詳細）     | 秦鐘午（韩国）                  | 崔勇來（韩国）              | 王智偉（中国）                |
| 不定向飛靶（詳細）   | 乔瓦尼·采尔诺戈拉兹（克罗地亚） | 马西莫·法布里齐（意大利）   | 费海德·代哈尼（科威特）       |
| 雙不定向飛靶（詳細） | 彼得·威尔逊（英国）             | 霍坎·达尔比（瑞典）         | Vasily Mosin（俄罗斯）        |
| 定向飛靶（詳細）     | 文森特·漢考克（美国）           | 安德烈斯·戈丁（丹麦）       | 納賽爾·薩利赫·阿提亞（）      |

### 女子
| 項目                 | 金牌                  | 银牌                            | 铜牌                        |
| 10米空氣步槍（詳細） | 易思玲（中国）        | 瑟尔维娅·博加茨卡（波兰）       | 喻丹（中国）                |
| 50米步槍三姿（詳細） | 杰米·格雷（美国）     | 伊万娜·马克西莫维奇（塞尔维亚） | 阿德拉·西科罗娃（捷克）     |
| 10米空氣手槍（詳細） | 郭文珺（中国）        | 塞利娜·戈贝维尔（法国）         | 奥列娜·科斯捷维奇（乌克兰） |
| 25米手槍（詳細）     | 金將美（韩国）        | 陳穎（中国）                    | 奥列娜·科斯捷维奇（乌克兰） |
| 不定向飛靶（詳細）   | 謝茜卡·羅西（意大利） | 蘇珊娜·什特費采科娃（斯洛伐克） | 德尔菲娜·雷奥（法国）       |
| 定向飛靶（詳細）     | 金伯莉·罗德（美国）   | 魏寧（中国）                    | 丹卡·巴爾特科娃（斯洛伐克） |

## 游泳

### 男子
| 項目                        | 金牌 | 金牌        | 银牌 | 银牌        | 铜牌 | 铜牌      |
| 50公尺自由式（詳細）        | 弗洛朗·馬納杜（法国） | 21.34       | 卡倫·瓊斯（美国） | 21.54       | 塞薩爾·西埃洛（巴西） | 21.59     |
| 100公尺自由式（詳細）       | 內森·阿德里安（美国） | 47.52       | 詹姆斯·马格努森（） | 47.53       | 布倫特·海登（加拿大） | 47.80     |
| 200公尺自由式（詳細）       | 雅尼克·艾尼爾（法国） | 1:43.15     | 朴泰桓（韩国） · 孙杨（中国） | 1:44.93     | |           |
| 400公尺自由式（詳細）       | 孙杨（中国） | 3:40.14 OR  | 朴泰桓（韩国） | 3:42.06     | 彼得·范德尔卡伊（美国） | 3:44.69   |
| 1500公尺自由式（詳細）      | 孫楊（中国） | 14:31.02 WR | 瑞安·科克倫（加拿大） | 14:39.63 AM | 烏薩馬·邁盧利（突尼斯） | 14:40.31  |
|                             | |             | |             | |           |
| 100公尺仰式（詳細）         | 馬特·格雷弗斯（美国） | 52.16 OR    | 尼克·托曼（美国） | 52.92       | 入江陵介（日本） | 52.97     |
| 200公尺仰式（詳細）         | 泰勒·克萊里（美国） | 1:53.41 OR  | 入江陵介（日本） | 1:53.78     | 瑞安·洛赫特（美国） | 1:53.94   |
|                             | |             | |             | |           |
| 100公尺蛙式（詳細）         | 卡梅倫·范德伯格（南非） | 58.46 WR    | 克里斯蒂安·斯普林格（） | 58.93       | 布蘭登·韓森（美国） | 59.49     |
| 200公尺蛙式（詳細）         | 久爾陶·達尼埃爾（匈牙利） | 2:07.28 WR  | 邁克·傑米森（英国） | 2:07.43     | 立石諒（日本） | 2:08.29   |
|                             | |             | |             | |           |
| 100公尺蝶式（詳細）         | 米高·菲比斯（美国） | 51.21       | 查德·勒克洛（南非） · 葉夫根尼·科羅特什金（俄罗斯） | 51.44       | |           |
| 200公尺蝶式（詳細）         | 查德·勒克洛（南非） | 1:52.96 AF  | 米高·菲比斯（美国） | 1:53.01     | 松田丈志（日本） | 1:53.21   |
|                             | |             | |             | |           |
| 200公尺混合式（詳細）       | 迈克尔·菲尔普斯（美国） | 1:54.27     | 瑞安·洛赫特（美国） | 1:54.90     | 切赫·拉斯洛（匈牙利） | 1:56.22   |
| 400公尺混合式（詳細）       | 賴恩·羅切特（美国） | 4:05.18     | 蒂亚戈·佩雷拉（巴西） | 4:08.86     | 萩野公介（日本） | 4:08.94   |
|                             | |             | |             | |           |
| 4×100公尺自由式接力（詳細） | 法国（FRA） · 阿莫里·勒沃 · 法比安·吉羅 · 克莱芒·勒费尔 · 雅尼克·艾尼爾 · 阿蘭·貝爾納（預賽） · 热雷米·斯特拉维于斯（預賽）                                       | 3:09.93     | 美国（USA） · 內森·阿德里安 · 米高·菲比斯 · 卡倫·瓊斯 · 瑞安·洛赫特 · 吉米·費根（預賽） · 馬特·格雷弗斯（預賽） · 里基·貝倫斯（預賽） · 賈森·萊扎克（預賽） | 3:10.38     | 俄罗斯（RUS） · 安德烈·格列金 · 尼基塔·洛賓采夫 · 弗拉基米爾·莫洛佐夫 · 丹尼拉·伊佐托夫 · 葉夫根尼·拉古諾夫（預賽） · 谢尔盖·费西科夫（預賽） | 3:11.41   |
| 4×200公尺自由式接力（詳細） | 美国（USA） · 瑞安·洛赫特 · 康納爾·德懷爾 · 里基·貝倫斯 · 米高·菲比斯 · 查理·候切（預賽） · 馬特·麥克林（預賽） · 戴維斯·塔沃特（預賽） ·                         | 6:59.70     | 法国（FRA） · 阿莫里·勒沃 · 格雷戈里·马莱 · 克莱芒·勒费尔 · 雅尼克·艾尼爾 · 热雷米·斯特拉维于斯（預賽）                                                     | 7:02.77     | 中国（CHN） · 孫楊 · 郝運 · 李昀琦 · 蔣海琦 · 呂志武（預賽） · 戴駿（預賽）                                                                   | 7:06.30   |
| 4×100公尺混合式接力（詳細） | 美国（USA） · 馬特·格雷弗斯 · 布伦丹·汉森 · 迈克尔·菲尔普斯 · 內森·阿德里安 · 尼克·托曼（預賽） · 埃里克·尚托（預賽） · 泰勒·麥克吉爾（預賽） · 卡倫·瓊斯（預賽） | 3:29.35     | 日本（JPN） · 入江陵介 · 北島康介 · 松田丈志 · 藤井拓郎 | 3:31.26     | （AUS） · 海登·斯托克尔 · 克里斯蒂安·斯普林格 · 馬修·塔吉特 · 詹姆斯·马格努森 · 布倫頓·里卡德（預賽） · 托馬索·德奥索格納（預賽）             | 3:31.58   |
|                             | |             | |             | |           |
| 10公里（詳細）              | 烏薩馬·邁盧利（突尼斯） | 1:49:55.1   | 托馬斯·盧爾茨（德国） | 1:49:58.5   | 李察·溫伯格（加拿大） | 1:50:00.3 |

WR = 世界紀錄

OR = 奧運紀錄

AF = 非洲紀錄

AM = 美洲紀錄

### 女子
| 項目                        | 金牌 | 金牌       | 银牌 | 银牌       | 铜牌 | 铜牌       |
| 50公尺自由式（詳細）        | 拉諾米·克羅莫維焦約（荷兰） | 24.05 OR   | 亚历山德拉·格拉西梅尼娅（白俄罗斯） | 24.28      | 馬倫·費爾德海斯（荷兰）                                                                                                   | 24.39      |
| 100公尺自由式（詳細）       | 拉諾米·克羅莫維焦約（荷兰） | 53.00 OR   | 亚历山德拉·格拉西梅尼娅（白俄罗斯） | 53.38      | 唐奕（中国） | 53.44      |
| 200公尺自由式（詳細）       | 艾莉森·施米特（美国） | 1:53.61 OR | 卡蜜爾·莫法特（法国） | 1:55.58    | 勃朗特·巴勒特（） | 1:55.81    |
| 400公尺自由式（詳細）       | 卡蜜爾·莫法特（法国） | 4:01.45 OR | 艾莉森·施米特（美国） | 4:01.77 AM | 麗貝卡·阿德林頓（英国）                                                                                                   | 4:03.01    |
| 800公尺自由式（詳細）       | 姬蒂·雷德基（美国） | 8:14.63 AM | 米芮亞·貝蒙特·加西亞（西班牙） | 8:18.76    | 麗貝卡·阿德林頓（英国）                                                                                                   | 8:20.32    |
|                             | |            | |            | |            |
| 100公尺仰式（詳細）         | 蜜茜·富蘭克林（美国） | 58.33 AM   | 埃米莉·西博姆（） | 58.68      | 寺川綾（日本） | 58.83 AS   |
| 200公尺仰式（詳細）         | 蜜茜·富蘭克林（美国） | 2:04.06 WR | 阿纳斯塔西娅·祖耶娃（俄罗斯） | 2:05.92    | 伊麗莎白·拜索（美国） | 2:06.55    |
|                             | |            | |            | |            |
| 100公尺蛙式（詳細）         | 魯塔·美露泰（立陶宛） | 1:05.47    | 麗貝卡·索尼（美国） | 1:05.55    | 鈴木聰美（日本） | 1:06.46    |
| 200公尺蛙式（詳細）         | 麗貝卡·索尼（美国） | 2:19.59 WR | 鈴木聰美（日本） | 2:20.72    | 露莉亞·伊菲莫娃（俄罗斯）                                                                                                 | 2:20.92    |
|                             | |            | |            | |            |
| 100公尺蝶式（詳細）         | 達娜·沃爾默（美国） | 55.98 WR   | 陸瀅（中国） | 56.87      | 艾莉西亞·古特絲（） | 56.94      |
| 200公尺蝶式（詳細）         | 焦劉洋（中国） | 2:04.06 OR | 米芮亞·貝蒙特·加西亞（西班牙） | 2:05.25    | 星奈津美（日本） | 2:05.48    |
|                             | |            | |            | |            |
| 200公尺混合式（詳細）       | 葉詩文（中国） | 2:07.57 OR | 艾莉西亞·古特絲（） | 2:08.15    | 凱特琳·利華娜茲（美国）                                                                                                   | 2:08.95    |
| 400公尺混合式（詳細）       | 葉詩文（中国） | 4:28.43 WR | 伊麗莎白·拜索（美国） | 4:31.27 AM | 李玄旭（中国） | 4:32.91    |
|                             | |            | |            | |            |
| 4×100公尺自由式接力（詳細） | （AUS） · 艾莉西亞·古特絲 · 凱特·坎貝爾 · 布里塔妮·埃尔姆斯利 · 梅拉妮·施倫格 · 埃米莉·西博姆（預賽） · 約蘭·庫克拉（預賽） · 莉比·特里克特（預賽）                 | 3:33.15 OR | 荷兰（NED） · 英厄·德克尔 · 馬倫·費爾德海斯 · 費姆克·海姆斯凱克 · 拉諾米·克羅莫維焦約 · 欣克琳·斯赫勒德（預賽）                                                             | 3:33.79    | 美国（USA） · 蜜茜·富蘭克林 · 謝茜嘉·哈迪 · 倪麗雅 · 艾莉森·施米特 · 阿曼達·韋爾（預賽） · 娜塔莉·歌芙蓮（預賽）          | 3:34.24 AM |
| 4×200公尺自由式接力（詳細） | 美国（USA） · 蜜茜·富蘭克林 · 达娜·沃尔默 · 香农·弗里兰 · 艾莉森·施密特 · 劳伦·珀杜（預賽） · 阿莉莎·安德森（預賽）                                                 | 7:42.92 OR | （AUS） · 勃朗特·巴勒特 · 梅拉妮·施倫格 · 凱莉·帕爾默 · 艾莉西亞·古特絲 · 布里塔妮·埃尔姆斯利（預賽） · 安吉·班布里奇（預賽） · 傑德·尼爾森（預賽） · 布萊爾·埃文斯（預賽） | 7:44.41    | 法国（FRA） · 卡蜜爾·莫法特 · 夏洛特·博内 · 奥菲莉·艾蒂安 · 科拉莉·巴尔米 · 玛尔戈·法雷尔（預賽） · 米莉恩·拉扎芮（預賽） | 7:47.49    |
| 4×100公尺混合式接力（詳細） | 美国（USA） · 蜜茜·富蘭克林 · 麗貝卡·索尼 · 達娜·沃爾默 · 艾莉森·施米特 · 蕾切尔·布茨马（預賽） · 布瑞加·拉森（預賽） · 克莱尔·多纳休（預賽） · 謝茜嘉·哈迪（預賽） | 3:52.05 WR | （AUS） · 埃米莉·西博姆 · 萊塞爾·瓊斯 · 艾莉西亞·古特絲 · 梅拉妮·施倫格 · 布里塔妮·埃尔姆斯利（預賽）                                                                       | 3:54.02    | 日本（JPN） · 寺川綾 · 鈴木聰美 · 加藤由佳 · 上田春佳                                                                     | 3:55.73    |
|                             | |            | |            | |            |
| 10公里（詳細）              | 伊娃·利茲托夫（匈牙利） | 1:57:38.2  | 黑莉·安德森（美国） | 1:57:38.6  | 马丁娜·格里马尔迪（意大利）                                                                                               | 1:57:41.8  |

WR = 世界紀錄

OR = 奧運紀錄

AS = 亞洲紀錄

AM = 美洲紀錄

## 花样游泳
| 項目             | 金牌 | 金牌      | 银牌                                                                                   | 银牌      | 铜牌 | 铜牌      |
| 雙人項目（詳細） | 俄罗斯（RUS） · 娜塔莉婭·伊什琴科 · 斯韋特蘭娜·羅馬絲娜 | 197.100分 | 西班牙（ESP） · 奥娜·卡沃内利 · 安德鲁·富恩特斯                                        | 192.900分 | 中国（CHN） · 黃雪辰 · 劉鷗 | 192.870分 |
| 團體項目（詳細） | 俄罗斯（RUS） · 安娜塔西亞·戴薇朵娃 · 瑪麗亞·格洛莫娃 · 娜塔莉婭·伊什琴科 · 埃爾維拉·卡斯亞諾娃 · 戴莉亞·科洛波娃 · 亚历山德拉·帕茨克维奇 · 斯韋特蘭娜·羅馬絲娜 · 阿拉·希什金娜 · 安茲海列卡·提曼妮娜 | 197.030分 | 中国（CHN） · 常思 · 陳曉君 · 黃雪辰 · 蔣婷婷 · 蔣文文 · 劉鷗 · 羅茜 · 孫文雁 · 吳怡文 | 194.010分 | 西班牙（ESP） · Clara Basiana · 阿尔瓦·卡韦略 · 奥娜·卡沃内利 · Margalida Crespí · 安德鲁·富恩特斯 · Thaïs Henríquez · Paula Klamburg · Irene Montrucchio · 拉娅·庞斯 | 193.120分 |

## 乒乓球
| 項目             | 金牌                               | 银牌                                         | 铜牌                                     |
| 男子團體（詳細） | 中国（CHN） · 馬龍 · 張繼科 · 王皓 | 韩国（KOR） · 柳承敏 · 朱世赫 · 吳尚垠       | 德国（GER） · 波爾 · 斯特格 ·            |
| 女子團體（詳細） | 中国（CHN） · 郭躍 · 李曉霞 · 丁寧 | 日本（JPN） · 福原愛 · 平野早矢香 · 石川佳純 | 新加坡（SIN） · 李佳薇 · 王越古 · 馮天薇 |
| 男子個人（詳細） | 張繼科 · 中国（CHN）               | 王皓 · 中国（CHN）                           | · 德国（GER）                            |
| 女子個人（詳細） | 李曉霞 · 中国（CHN）               | 丁寧 · 中国（CHN）                           | 馮天薇 · 新加坡（SIN）                   |

## 跆拳道
男子
| 項目                     | 金牌                                             | 银牌                            | 铜牌                                                                  |
| 男子58公斤級（詳細）     | 霍埃尔·冈萨雷斯 · 西班牙（ESP）                  | 李大勛 · 韩国（KOR）            | 阿列克谢·杰尼先科 · 俄罗斯（RUS） · 奥斯卡·穆尼奥斯 · 哥伦比亚（COL） |
| 男子68公斤級（詳細）     | 塞尔韦特·塔泽居尔 · 土耳其（TUR）                | 穆罕默德·摩塔馬德 · 伊朗（IRI） | 特伦斯·詹宁斯 · 美国（USA） · 鲁胡拉·尼帕伊 · 阿富汗（AFG）           |
| 男子80公斤級（詳細）     | 賽巴斯提安·艾德瓦多·克里斯馬尼克 · 阿根廷（ARG） | 尼古拉斯·加西亚 · 西班牙（ESP） | 卢塔洛·穆罕默德 · 英国（GBR） · 毛罗·萨尔米恩托 · 意大利（ITA）       |
| 男子80公斤以上級（詳細） | 卡洛·莫尔费塔 · 意大利（ITA）                    | 安東尼·奧巴梅 · 加蓬（GAB）     | 羅貝里斯·德斯帕尼 · 古巴（CUB） · 刘哮波 · 中国（CHN）                |

女子
| 項目                     | 金牌                            | 银牌                           | 铜牌                                                                        |
| 女子49公斤級（詳細）     | 吳靜鈺 · 中国（CHN）            | Yague B · 西班牙（ESP）        | 卢齐娅·扎尼诺维奇 · 克罗地亚（CRO） · 差那提普·颂坎 · 泰国（THA）           |
| 女子57公斤級（詳細）     | 潔蒂·瓊斯 · 英国（GBR）         | 侯玉琢 · 中国（CHN）           | 曾櫟騁 · 中华台北（TPE） · Marlene Harnois · 法国（FRA）                    |
| 女子67公斤級（詳細）     | 黃敬善 · 韩国（KOR）            | 努爾·塔塔爾 · 土耳其（TUR）    | 佩奇·麦克弗森 · 美国（USA） · 海伦娜·弗罗姆 · 德国（GER）                   |
| 女子67公斤以上級（詳細） | 米莉察·曼迪奇 · 塞尔维亚（SRB） | 安-卡洛琳·葛瑞菲 · 法国（FRA） | 安娜塔西亞·巴瑞什尼科娃 · 俄罗斯（RUS） · 瑪麗亞·埃斯皮諾薩 · 墨西哥（MEX） |

## 网球
| 項目             | 金牌                                                | 银牌                                                 | 铜牌                                            |
| 男子單打（詳細） | 安迪·梅利（英国）                                   | 羅傑·費達拿（瑞士）                                  | 胡安·馬丁·德爾波特羅（阿根廷）                  |
| 女子單打（詳細） | 莎蓮娜·威廉絲（美国）                               | 瑪麗亞·莎拉波娃（俄罗斯）                            | 維多利亞·阿扎倫卡（白俄罗斯）                   |
| 男子雙打（詳細） | 美国（USA） · 鮑勃·布賴恩 · 迈克·布赖恩             | 法国（FRA） · 米卡埃爾·洛德拉 · 若-威爾弗里德·特松加 | 法国（FRA） · 儒利安·貝內托 · 里夏爾·加斯凱     |
| 女子雙打（詳細） | 美国（USA） · 莎蓮娜·威廉絲 · 維納斯·威廉絲         | 捷克（CZE） · 安卓莉雅·哈拉瓦科娃 · 露絲·哈迪卡      | 俄罗斯（RUS） · 玛丽亚·基里连科 · 娜佳·彼得罗娃 |
| 混合雙打（詳細） | 白俄罗斯（BLR） · 维多利亚·阿扎伦卡 · 马克斯·米尔内 | 英国（GBR） · 勞拉·羅布森 · 安迪·穆雷                | 美国（USA） · 麗莎·雷蒙德 · 迈克·布赖恩         |

## 铁人三项
| 項目         | 金牌                      | 金牌       | 银牌                         | 银牌       | 铜牌                  | 铜牌       |
| 男子（詳細） | 阿利斯泰尔·布朗利（英国） | 1:46:25    | 哈维尔·戈麦斯·诺亚（西班牙） | 1:46:36    | 乔纳森·布朗利（英国） | 1:46:56    |
| 女子（詳細） | 尼科拉·斯比瑞格（瑞士）   | 1:59:48.00 | 莉萨·努登（瑞典）            | 1:59:48.00 | 埃琳·登沙姆（）       | 1:59:50.00 |

## 排球
| 項目         | 金牌 | 银牌 | 铜牌 |
| 室內排球     | | | |
| 男子（詳細） | 俄羅斯 · 尼古拉·阿帕里科夫 · Taras Khtey（隊長） · 謝爾蓋·格蘭金 · Sergey Tetyukhin · Aleksandr Sokolov · Yury Berezhko · Aleksandr Butko · 迪米特里·穆塞爾斯基 · 德米特里·伊利内赫 · 馬克西姆·米哈伊洛夫 · Aleksandr Volkov · Aleksey Obmochaev | 巴西 · 布魯諾·雷森德 · Wallace de Souza · Sidnei dos Santos Júnior · Leandro Vissotto · 吉巴（隊長） · Murilo Endres · Sérgio Santos · Thiago Soares Alves · Rodrigo Santana · 盧卡斯·斯特坎普 · Ricardo Garcia · Dante Amaral | 義大利 · 克里斯蒂安·薩瓦尼（隊長） · 路易吉·馬斯特蘭傑洛 · 西蒙尼·帕羅蒂 · 萨穆埃莱·帕皮 · 米凱爾·拉斯科 · 伊萬·扎伊采夫 · 丹特·博寧范特 · 德拉甘·特拉維察 · 亞歷山德羅·費 · 埃馬努埃萊·比拉雷利 · 安德烈亚·巴里 · 安德里亞·吉奥維 |
| 女子（詳細） | 巴西 · 法比安娜·科勞迪諾（隊長） · 丹尼·蓮斯 · 寶拉·佩奎諾 · 阿德尼琪亞·達施華 · 泰莎·梅內塞斯 · 杰奎琳·卡瓦略 · 費蘭達·費荷拉 · 坦達拉·凱謝塔 · 娜塔莉亞·佩雷拉 · 谢拉·卡斯特罗 · 法比安娜·奧利維拉 · 费尔南达·加拉伊                           | 美国 · 丹尼爾·斯科特 · 泰伊芭·哈尼夫-帕克 · 琳赛·伯格（隊長） · 玉里宮代 · 妮科尔·戴维斯 · 佐敦·拿臣 · 梅甘·霍奇 · 克里斯塔·哈爾莫托 · 洛根·湯姆 · 弗魯克·艾姬拉迪禾 · 考特妮·汤普森 · 德斯汀妮·胡克爾                         | 日本 · 中道瞳 · 竹下佳江 · 山口舞 · 荒木繪里香（隊長） · 井上香織 · 狩野舞子 · 佐野優子 · 山本愛 · 新鍋理沙 · 迫田沙織 · 江畑幸子 · 木村沙織                                                                                       |
| 沙灘排球     | | | |
| 男子（詳細） | 德国（GER） · 尤利乌斯·布林克 · 约纳斯·雷克曼 | 巴西（BRA） · 艾利森·切魯蒂 · 伊曼紐·雷果 | 拉脱维亚（LAT） · 馬汀斯·普拉文斯 · 亞尼斯·史麥丁 |
| 女子（詳細） | 美国（USA） · 米斯蒂·梅-特雷納 · 克麗·沃爾什 | 美国（USA） · Jennifer Kessy · 阿普丽尔·罗斯 | 巴西（BRA） · Juliana Felisberta · Larissa Franca |

## 水球
| 項目             | 金牌 | 银牌 | 铜牌 |
| 男子水球（詳細） | · 约瑟普·帕维奇 · 达米尔·布里奇 · 米霍·博什科维奇 · 尼克沙·多布德 · 马罗·约科维奇 · 佩塔尔·穆斯利姆 · 伊万·布柳巴希奇 · 安德罗·布什列 · 桑德罗·苏克诺 · 萨米尔·巴拉奇 · 伊戈尔·希尼奇 · 保罗·奥布拉多维奇 · 弗拉诺·维钱 | 義大利 · 斯特凡诺·滕佩斯蒂 · Amaurys Pérez · 尼科洛·吉托 · 彼得罗·菲廖利 · 亚历克斯·焦尔杰蒂 · 毛里齐奥·费卢戈 · 马西莫·贾科波 · 瓦伦蒂诺·加洛 · 克里斯蒂安·普雷休蒂 · 德尼·菲奥伦蒂尼 · 马泰奥·艾卡尔迪 · 达尼耶尔·普雷穆什 · 贾科莫·帕斯托里诺 | 塞爾維亞 · 斯洛博丹·索罗 · 阿列克萨·沙波尼奇 · 日夫科·戈齐奇 · 瓦尼亚·乌多维契奇 · 杜尚·曼迪奇 · 杜什科·皮耶特洛维奇 · 斯洛博丹·尼基奇 · 米兰·阿列克西奇 · 尼古拉·拉真 · 菲利普·菲利波维奇 · 安德里亚·普尔拉伊诺维奇 · 斯特凡·米特罗维奇 · 戈伊科·皮耶特洛维奇 |
| 女子水球（詳細） | 美国 · 伊丽莎白·阿姆斯特朗 · 希瑟·彼得里 · 梅利莎·塞德曼 · 布伦达·维拉 · 劳伦·温格 · 玛吉·斯蒂芬斯 · 考特妮·马修森 · 杰茜卡·斯蒂芬斯 · 埃尔茜·温兹 · 凯莉·鲁伦 · 安妮卡·德赖斯 · 卡米·克雷格 · Tumuaialii Anae          | 西班牙 · 劳拉·伊斯特 · 玛塔·巴赫 · 安娜·埃什帕尔 · 罗莎·塔拉戈 · 马蒂尔德·奥尔蒂斯 · 珍妮弗·帕雷哈 · 洛雷纳·米兰达 · 皮莉·培尼亚 · 安德烈娅·布拉斯 · 奥纳·梅塞格尔 · 玛丽亚·德尔卡门·加西亚 · 劳拉·洛佩斯 · 安娜·科帕多                          | · 维多利亚·布朗 · 杰玛·比兹沃斯 · 索菲·史密斯 · 霍莉·林肯-史密斯 · 简·莫兰 · 布朗温·诺克斯 · 罗威娜·韦伯斯特 · 凯特·金瑟 · 格雷科拉·拉弗 · 阿什莉·索斯尔 · 梅利莎·里彭 · 妮古拉·扎加梅 · 艾丽西亚·麦科马克                                                     |

## 举重

### 男子
| 項目                  | 金牌                                 | 金牌       | 银牌                                       | 银牌    | 铜牌                           | 铜牌    |
| 56公斤級（詳細）      | 嚴潤哲（朝鲜）                       | 293公斤    | 吳景彪（中国）                             | 289公斤 | 瓦伦丁·赫里斯托夫（阿塞拜疆）  | 286公斤 |
| 62公斤級（詳細）      | 金恩國（朝鲜）                       | 327公斤 WR | 奥斯卡·菲格罗亚（哥伦比亚）                | 317公斤 | 埃科·尤利·伊拉万（印度尼西亚） | 317公斤 |
| 69公斤級（詳細）      | 林清峰（中国）                       | 344公斤    | 特里亞特諾（印度尼西亚）                   | 333公斤 | 勒兹万·马丁（罗马尼亚）        | 332公斤 |
| 77公斤級（詳細）      | 呂小軍（中国）                       | 379公斤 WR | 陸浩傑（中国）                             | 360公斤 | Ivan Cambar Rodriguez（古巴）  | 349公斤 |
| 85公斤級（詳細）[b]   | 阿德里安·杰林斯基（波兰）            | 385公斤    | 空缺                                       |         | 基亚努什·罗斯塔米（伊朗）      | 380公斤 |
| 94公斤級（詳細）[c]   | 伊利亚·伊雷因（） · 已被取消資格     | 418公斤 WR | 亚历山大·伊万诺夫（俄罗斯） · 已被取消資格 | 409公斤 | Anatoli Ciricu（摩尔多瓦）     | 407公斤 |
| 105公斤級（詳細）     | Navab Nasirshelal（伊朗）            | 411公斤    | 巴尔特沃梅伊·邦克（波兰）                  | 410公斤 | Ivan Efremov（）               | 401公斤 |
| 105公斤以上級（詳細） | 貝赫達德·薩利米-庫爾達西亞比（伊朗） | 455公斤    | 阿努希-拉瓦尼·哈姆拉巴德（伊朗）           | 449公斤 | Albegov Ruslan（俄罗斯）       | 448公斤 |

### 女子
| 項目                 | 金牌                    | 金牌       | 银牌                              | 银牌    | 铜牌                                  | 铜牌    |
| 48公斤級（詳細）     | 王明娟（中国）          | 205公斤    | 三宅宏實（日本）                  | 197公斤 | 梁春花（朝鲜）                        | 192公斤 |
| 53公斤級（詳細）     | 許淑淨（中华台北）      | 219公斤    | 芝特拉·费布里安蒂（印度尼西亚）   | 206公斤 | Iulia Paratova（乌克兰）              | 199公斤 |
| 58公斤級（詳細）[d]  | 李雪英（中国）          | 246公斤 OR | Pimsiri Sirikaew（泰国）          | 236公斤 | Rattikan Gulnoi（泰国）               | 234公斤 |
| 63公斤級（詳細）     | 邁婭·馬內扎（）[a]      | 245公斤 OR | Svetlana Tsarukayeva（俄罗斯）[a] | 237公斤 | 克里斯蒂娜·吉拉尔（加拿大）           | 236公斤 |
| 69公斤級（詳細）     | 林貞心（朝鲜）          | 261公斤    | 罗克萨娜·科科什（罗马尼亚）       | 256公斤 | Maryna Shkermankova（白俄罗斯）[a][e] | 256公斤 |
| 75公斤級（詳細）     | 莉迪娅·巴伦廷（西班牙） | 265公斤    | Abeer Abdelrahman（埃及）         | 258公斤 | 玛迪亚斯·恩泽索（喀麦隆）             | 246公斤 |
| 75公斤以上級（詳細） | 周璐璐（中国）          | 333公斤 WR | 塔季扬娜·卡希林娜（俄罗斯）       | 332公斤 | 赫利普西米·庫爾舒迪安（亚美尼亚）[a]  | 294公斤 |

- OR = 奧運會紀錄
- WR = 世界紀錄

## 摔跤
| 項目                  | 金牌                                           | 银牌                                      | 铜牌                                                                   |
| 自由式                |                                                |                                           |                                                                        |
| 男子55公斤級（詳細）  | 德扎馬爾·奧塔蘇爾塔諾夫 · 俄罗斯（RUS）        | 弗拉迪米尔·欣切加什维利 · （GEO）         | 梁景一 · 朝鲜（PRK） · 湯元健一 · 日本（JPN）                          |
| 男子60公斤級（詳細）  | 托格鲁尔·阿斯加罗夫 · 阿塞拜疆（AZE）          | 比西克·庫杜克霍夫 · 俄罗斯（RUS）         | 科尔曼·斯科特 · 美国（USA） · 尤格施瓦·達特 · 印度（IND）              |
| 男子66公斤級（詳細）  | 米滿達弘 · 日本（JPN）                         | 蘇希爾·庫馬爾 · 印度（IND）               | 阿克茲賀雷·塔那塔若夫 · （KAZ） · 利万·洛佩斯 · 古巴（CUB）            |
| 男子74公斤級（詳細）  | 佐敦·歐內斯特·巴勒斯 · 美国（USA）             | 薩德克·薩伊德·戈達茲 · 伊朗（IRI）        | 豪托什·加博尔 · 匈牙利（HUN） · 丹尼斯·特薩爾古什 · 俄罗斯（RUS）      |
| 男子84公斤級（詳細）  | 沙里夫·沙里福夫 · 阿塞拜疆（AZE）              | 海梅·埃斯皮纳尔 · 波多黎各（PUR）         | 达托·马尔萨吉什维利 · （GEO） · 埃赫桑·納瑟爾·拉什加瑞 · 伊朗（IRI）   |
| 男子96公斤級（詳細）  | 雅各·史提芬·瓦爾納 · 美国（USA）               | 華勒里·安德里瑟夫 · 乌克兰（UKR）         | 乔治·戈格舍利泽 · （GEO） · 赫塔格·戈久莫夫 · 阿塞拜疆（AZE）          |
| 男子120公斤級（詳細） | 阿尔图尔·泰马佐夫 · （UZB）                    | 戴維特·莫德茲曼阿什利 · （GEO）           | 康梅爾·格哈斯密 · 伊朗（IRI） · 比爾雅爾·馬克霍夫 · 俄罗斯（RUS）      |
| 女子48公斤級（詳細）  | 小原日登美 · 日本（JPN）                       | 玛丽亚·斯塔德尼克 · 阿塞拜疆（AZE）       | 黃嘉露 · 加拿大（CAN） · 陳美玲 · 美国（USA）                          |
| 女子55公斤級（詳細）  | 吉田沙保里 · 日本（JPN）                       | 托尼娅·费尔贝克 · 加拿大（CAN）           | 杰克琳·伦特里亚 · 哥伦比亚（COL） · Yuliya Ratkevich · 阿塞拜疆（AZE） |
| 女子63公斤級（詳細）  | 伊調馨 · 日本（JPN）                           | 景瑞雪 · 中国（CHN）                      | Battsetseg Soronzonbold · 蒙古（MGL） · Lubov Volosova · 俄罗斯（RUS） |
| 女子72公斤級（詳細）  | 纳塔利娅·沃罗比约娃 · 俄罗斯（RUS）            | Stanka Zlateva Hristova · 保加利亚（BUL） | 古泽尔·马纽罗娃 · （KAZ） · 迈德尔·温达 · 西班牙（ESP）                |
| 古典式                |                                                |                                           |                                                                        |
| 男子55公斤級（詳細）  | Hamid Mohammad Soryan Reihanpour · 伊朗（IRI） | 羅夫尚·巴伊拉莫夫 · 阿塞拜疆（AZE）       | 明吉扬·谢苗诺夫 · 俄罗斯（RUS） · 莫多什·彼得 · 匈牙利（HUN）          |
| 男子60公斤級（詳細）  | Omid Haji Noroozi · 伊朗（IRI）                | Revaz Lashkhi · （GEO）                   | 松本隆太郎 · 日本（JPN） · 扎乌尔·库拉马戈梅多夫 · 俄罗斯（RUS）       |
| 男子66公斤級（詳細）  | 金炫雨 · 韩国（KOR）                           | 勒林茨·陶马什 · 匈牙利（HUN）             | Manuchar Tskhadaia · （GEO） · 斯蒂夫·蓋諾 · 法国（FRA）               |
| 男子74公斤級（詳細）  | 罗曼·弗拉索夫 · 俄罗斯（RUS）                  | 阿尔森·朱尔法拉基扬 · 亚美尼亚（ARM）     | Aleksandr Kazakevic · 立陶宛（LTU） · Emin Ahmadov · 阿塞拜疆（AZE）   |
| 男子84公斤級（詳細）  | Alan Khugaev · 俄罗斯（RUS）                   | Karam Mohamed Gaber Ebrahim · 埃及（EGY） | 丹亚尔·贾吉耶夫 · （KAZ） · 达米扬·雅尼科夫斯基 · 波兰（POL）          |
| 男子96公斤級（詳細）  | Ghasem Gholamreza Rezaei · 伊朗（IRI）         | Rustam Totrov · 俄罗斯（RUS）             | 阿圖爾·阿列克薩尼揚 · 亚美尼亚（ARM） · 伊米·利德贝里 · 瑞典（SWE）    |
| 男子120公斤級（詳細） | 米哈因·洛佩斯 · 古巴（CUB）                    | Heiki Nabi · 爱沙尼亚（EST）              | 勒扎·卡亚阿尔普 · 土耳其（TUR） · 约翰·欧伦 · 瑞典（SWE）              |